# 国鉄72系電車
国鉄72系電車（こくてつ72けいでんしゃ）は、日本国有鉄道（国鉄）が製造した直流式通勤形電車の一つである。

## 概要
72系とは、同一の設計思想により製造された電車を便宜的に総称したもので国鉄正式の系列呼称ではない。
書籍等によっては、これらグループの電車をクモハ73形を基幹形式とみなした73系と表記する場合や、63系とを総称して63・72・73系と呼称する場合、旧63系を73系、新製車を72系と呼称する場合もある。
72系と呼称する場合、狭義には63系電車の改良型として、1952年から1958年にかけて新製されたグループ（72系新製車）およびこれらの改造車を指す。広義には、1944年から1950年にかけ製作された63系電車に1951年以降安全対策・体質改善工事を実施して改称したグループ、戦前製20 m級2扉車（32系、42系）の4扉化改造車（制御車・付随車のみ）を含む。
ここでは主に狭義の72系電車（新製車）について記述することとし、63系改造編入車についても後段において記述することとするが、戦前型改造車については、それぞれの項で記すものとする。63系時代については国鉄63系電車を参照。

## 登場の背景

### 戦前製電車の4扉化
第二次世界大戦・太平洋戦争末期には輸送力増強のため、戦前に製造された一部の2扉セミクロスシート付随車・制御車に、扉の増設とロングシート化（座席撤去）改造、トイレの撤去を行い、4扉車とする改造が計画された。制御車は新形式のクハ85形、付随車は63系のサハ78形の続番に編入されたが、戦局の悪化により、改造は全車におよばなかった。
種車としては42系のクハ58形、クロハ59形、32系のクハ47形、サロ45形、サロハ66形で、種車の相違や改造工場によって窓配置や扉幅には細かい差異がある。72系の形式に編入されてはいないが、同様の改造を施された制御電動車モハ64形（→ 二代目モハ31形 → クモハ31形・片運転台）、モハ42形（→ 二代目モハ32形 → クモハ32形・両運転台）も仲間である。

### モハ63系列の増備
第二次世界大戦の情勢悪化による資材不足を受けて、資材節約や輸送力強化を図った戦時設計の20m級4扉車として63系電車が1944年に登場した。形式はモハ63形、クハ79形、サハ78形の3形式であったが、モハ63形は資材不足により電装されない状態で落成した。
1945年8月の終戦後、戦後復興にともなう急激な輸送量増大に伴い、国鉄は輸送力増強の対応を迫られた。そこで大都市の通勤輸送向けとしてはモハ63系を標準型電車として緊急に大量生産し、1945年度下期から東京及び大阪の電車運転線区に投入することで、輸送力増強に一定の成果を挙げていた。1947年には航空機用のジュラルミンを転用した車両が63系に登場し、「ジュラ電」と通称された。
1946年からは一部の大手私鉄にも割り当てられ、やはり輸送力増強の成果を挙げている。

### 桜木町事故と72系への改造
戦後の復興輸送のため大量増備が行われた63系電車であったが、その構造的欠陥から1951年に国鉄戦後五大事故の一つである桜木町事故を引き起こし、火災により多数の死傷者を出してしまった。事態を重く見た国鉄は、63形電車の徹底的な体質改善を急遽実施することとした。
この事故により、「粗悪品」、「欠陥電車」のイメージが定着してしまったモハ63系電車は、そのイメージを払拭するため1951年から1953年にかけて徹底的な体質改善工事が実施され、中間電動車のモハ72形、制御電動車のモハ73形に改称された。同系の制御車クハ79形、付随車サハ78形についても同様の工事が実施されたが、この2形式については改称は行われなかった。これにより「63系」は廃形式となった。
モハ63形電装車はモハ73形（制御電動車、後のクモハ73）およびモハ72形（中間電動車）に、モハ63形未電装車（通称「クモハ63」・「サモハ63」）は、クハ79形（100番台）およびサハ78形（300番台）に改造・改番された。

### 72系の新製
63系電車は戦時中の資材不足のなかで基本的に各部の設計を極度（あるいは過度）に簡略化した戦時設計車であり、1951年には桜木町事故で多数の死傷者を出す大惨事に至った。63系は大幅な体質改善工事を行って72系となったが、その後も大都市圏各線区の輸送量は増加するばかりで、車両のさらなる増備が望まれていた。これに対し、63系電車の基本設計を踏襲しながらも、1949年に登場した設計思想も取入れて通勤形電車が再設計された。これが72系新製車である。
72系新製車では、80系電車で採用し成功を収めた電車列車（列車を車両単位ではなく編成単位でとらえ、電動車を運転台のない中間電動車とし、先頭車はモーターのない制御車とする）の思想が採り入れられた。このため、このグループで新製されたのは、中間電動車のモハ72形 (72500 - ) 、制御車のクハ79形 (79300 - ) のみとされ、制御電動車のモハ73形、付随車のサハ78形は新製されなかった。
このグループは、台車や車体構造、特に先頭部形状などに改良を加えながら、1957年までにモハ72形234両（低屋根車の850番台15両を含む）、クハ79形179両の計413両が製造された。これらは半鋼製車であった。

## 72系の分類

### 戦前形車両からの改造編入車
終戦後の1949年に、クハ85形は新造される80系電車の2等車に形式を譲って、20m級4扉車のクハ79形に編入された。
クハ79031, 79034, 79035, 79036, 79049
2扉セミクロスシートの制御車クハ58形（42系）を吹田工場で改造。1,000 mm幅の扉を2か所増設。窓配置は大きく変更が加えられ、種車の面影は残していない。なお、79034と79049以外は、増設扉の上にヘッダーが回りこんでいる。
クハ79039, 79040, 79045, 79047, 79052, 79054, 79055
同じくクハ58形（42系）を鷹取工場で改造。1100 mm幅の扉を2か所増設。窓配置は種車の面影を残しており、増設扉の上にヘッダーは回り込んでいない。なお、79055は半流線型の最終形クハ58形が種車であるため、クハ79形で唯一の半流線型車体となっている。
クハ79056
2等3等合造車クロハ59形（42系サロハ46形改造）を改造。1,000 mm幅の扉を2か所増設したが窓配置は変更、増設扉がやや中央に寄った特異な形態をしており、増設扉の上にヘッダーが回り込んでいる。
クハ79060, 79066
クハ47形（32系）に1,100 mm幅の扉を2カ所増設したもの。更新時期の関係で非貫通、正面上部雨樋は直線、通風器はガーランド式であり種車の面影をよく残している。増設扉の上にヘッダーは回り込んでいない。79060は前面窓支持がHゴム化されている。
サハ78009 - 79021
サロハ66形（32系サロハ46形改造）に1,100 mm幅の扉を2か所増設。窓配置は種車の面影を残しており、増設扉の上にヘッダーは回り込んでいない。なお、78018はトイレ再設置の上で400となった。
サハ78023, 78024, 78027, 78030 - 78032, 78034
サロハ66形（サロ45形改造）およびサロ45形（32系）に1,100 mm幅の扉を2か所増設。窓配置は種車の面影を残しており、増設扉の上にヘッダーが回り込んでいる。なお、78024はトイレ設置の上で78401となった。

### 63系からの改造編入車
63形には、GHQの指示で事故の教訓から1951年11月までに次のような応急的な改善工事が実施された。
1. 集電装置（パンタグラフ）の二重絶縁と集電板の取替え
2. 補助回路の改良
3. 電流遮断器の増設
4. 車内への耐火塗料の塗布
5. 貫通路と貫通幌の整備
6. 戸閉機械（ドアエンジン）の取扱方法の表示

次いで、80系電車で採用された中間電動車方式が63系にも導入されることとなり、次の内容で本格的な改造工事が実施された。
1. 車内天井を鋼板に交換し、絶縁を強化
2. 貫通路を拡張し、貫通扉を引戸に改造
3. 主回路、補助回路の改良、保安向上
4. 三段窓の中段を可動化

モハ63形の一部は運転台を撤去のうえ客室化して貫通路を設置し、中間電動車のモハ72形に改造され、運転台を存置したものはモハ73形に改称した。未電装で落成し、サモハ63形（付随車代用）・クモハ63形（制御車代用）として使用されていた96両は、全車中間付随車化してサハ78形 (78300 - ) とする予定であった（番号も順番に割り当て済みだった）がサモハ20両を改造した後計画が変更され、サモハの残り74両は運転台機器を整備し、既にクモハであった2両もそのまま改形式の形で制御車のクハ79形(79100 - 79250、全車偶数向きかつ偶数番号) に編入された。そのため、サハ78形 (78300 - ) にかなりの欠番が生じた。
モハ73形については、種車の向きをそのまま生かして上り向きは奇数、下り向きは偶数が付番された。モハ72形は初期改造の168両については種車の向きのまま改造され、番号はそれに準じたが、後期改造の120両は種車の向きにかかわらず全て奇数設計に揃えて改造され、番号も72200 - と区分された。1951年から1953年までにモハ72形288両、モハ73形274両、クハ79形74両、サハ78形20両が改造で竣工した。ただし、63形改造車の新番号は落成順に付与されたため、63形時代の原番号との関連は全くない。
なお63系のうち、1950年製造の4両（モハ63855 - 63858）と、事故復旧の際に前述4両と同一仕様に改造されていた4両（モハ63630, 63848, クモハ63108, 63120）は、材質や安全対策の面で十分な装備をされていたため、改造工事を実施することなく番号のみを72系に書き換えた。またクハ79形・サハ78形のうち終戦前に製造された0番台は当初は改造対象外となっていた。これらは、他車の改造がすべて終了した後の1953年から1955年にかけて他車と同様に更新改造されている、サモハ63形を改造したサハ78300 - 78395も改造当初は運転台と客室の仕切りを撤去し、乗務員室扉を締め切るだけの簡易な改造であったが、同じく1953年から1955年にかけて更新改造が実施され、同時に乗務員室扉が完全に撤去された。1947年に製造されたジュラルミン製車体のグループ（いわゆる「ジュラ電」）は、全金属車体化改造の試作用として存置され、1954年に改造された。
この整備改造による、新旧番号対照および施工工場については、国鉄72系電車の新旧番号対照#63系電車の体質改善改造にともなう改番を参照。
主電動機は、新製72系と同様にMT40（端子電圧750 V時 定格出力142 kW）を搭載しているものが大部分であったが、ごく一部に旧式なMT30（端子電圧675 V時 定格出力128 kW）搭載のものがあった。端子電圧差（戦前には電圧降下を前提に、架線電圧を1,500Vの1割減である1,350Vとして設計していた）を考慮すると事実上同一出力であるものの、過負荷への耐性では独立した冷却ダクト付で冷却効率の良いMT40の方が有利である。
主制御器は、戦前以来の電空カム軸式CS5が大部分で、電動カム軸式CS10搭載の72系新製車と比べると、制御段数の少なさや作動性の面で劣った。特にCS10では直並列切り替えに橋絡渡りが導入されて切り替え時の出力変動が少なく衝動が大きく軽減されており、乗り心地面での影響は顕著であった。両者は制御シーケンスを揃えてあり混結が可能であったが、電空変換を行うCS5の作動が遅れて加速時にCS10搭載車の主電動機に負担をかけ、故障発生の原因となる傾向が強かった。そのため、混在して配置されていた電車区では編成単位で搭載制御器を極力揃えるようにして対処していた。
台車は、旧式なペンシルバニア形のDT13が大半で、乗り心地はあまり良くなかった。
接客設備についても、元来が戦時設計車を安全対策面重点に改装したのみの車両であり、新製車に比して居住性が劣るのはやむを得なかった。

### 72系新製車
72系新製車の半鋼製車グループは、基本的にモハ63形の基本設計を踏襲し、20m 級切妻車体に幅1,000 mmの片引扉を4箇所設けた構造を採用している。
窓も63系以来の3段窓が踏襲されたが、63系体質改善工事車と同様、中段も上昇できる構造となった。貫通扉は引き戸で貫通幌付きとなり安全性が向上した。車体外板も戦前型並みの標準板厚に戻り、63形では省略されていた扉上部の補強帯（ヘッダー）が復活し、台枠部分にも外板が張られた。
モハ72形は完全な中間車となり、モハ63形では扉はすべて運転台のない後位側に引かれていたが、車体中央から2枚ずつ車端側に引かれる構造となった。屋根高は63形の3,720 mmに対して3,650 mmとされ、若干屋根が浅くなり、車端部の断面から受ける印象が変わった。
電動台車は、新型の軸ばね式鋳鋼台車であるDT17（のちの増備車での電動台車は、鋼板プレス溶接構造のDT20になる）に、また付随台車も同時期製造の80系や70系と共通の軸ばね式鋳鋼台車のTR48となり、主電動機は従来の63形と同等のMT40を改良したMT40A（端子電圧750 V時定格出力142 kW）である。後にMT40Bに変更された。
主制御器は自動加速のカム軸式多段制御器ではあったが、63系の電空カム軸式（空気圧作動式）のCS5から、80系で採用されていた電動カム軸式のCS10に変更され、作動性や加速性能が向上した。
ブレーキは従前からのA動作弁によるAMA/ACA/ATA自動空気ブレーキを踏襲している。

#### 製造年次による設計変更
本グループは1952（昭和27）年度からの5年間にわたって製造され、その間に数々の改良が実施されていったが、特にクハ79形の前面形状の変遷は、101系や103系に続いていく国鉄通勤形電車の前面形状の基本形態が形成される過程を探る意味で興味深いものがある。
製造の詳細については、国鉄72系電車の新旧番号対照#72系電車製造年・製造所別一覧を参照されたい。
1952（昭和27）年度（72500 - 72512, 79300 - 79314偶数）21両
最初の新製車で、基本的にはモハ63形の最終増備車（63855 - 63858）に準じており、戸袋窓やクハ79形の前面窓はすべて木枠支持となっている。なお、クハが偶数向き（東海道本線基準で神戸方面）のみであるのは、新製車が投入された東京地区では、奇数向き（同東京方面）はモハ63形改造の制御電動車であるモハ73形(1959年の形式称号改正によって、クモハ73形に形式変更)を充てることとされたためである。モハ72形は連結面に梯子を取付けたため窓がふさがれた。また、主電動機はMT40Aであった。
1953（昭和28）年度（72513 - 72552, 79316 - 79352偶数）59両
戸袋窓がHゴム（断面がH型の帯状のゴム）支持となり、クハ79形の前面窓や運行番号表示窓も同様にHゴム支持となった。前面窓のうち向かって左側（1位側）のものは通風のため2段とされ、下部の窓は上昇可能であったが、これもHゴム支持とされた。クハ79形のうち350と352については、試作的に前部窓を5度傾斜させ、窓上部のくぼんだ段差に通風口を設けた。なお、日立製作所製造のクハ79324 - 79330（偶数）については側面乗務員扉上に補強帯が回された形態で、本系列中この4両のみの珍しい形態であった。
1954（昭和29）年度（72553 - 72613, 79354 - 79420偶数, 79301 - 79387奇数）94両
モハ72形については、将来放送設備及び扇風機を設置する為に電動発電機が1.5 kVAから3 kVAのものに増強されたが、外観上大きな差はない。クハ79形については、前年に試作された傾斜窓上部からの通風が好成績を収めたため、本格的に採用された。傾斜角度を10度に増大し、窓上下の補強帯を廃して一段くぼませ、より洗練されたデザインになった。これが、国鉄通勤形電車の基本形態として101系や103系に引継がれ、30年以上にわたって使用されることになるデザインの発祥である。なお、EH10形電気機関車や同時期のバスでも同様のデザインを使用していた。非冷房時代ならではのデザインと言えよう。また、このロットから奇数向き（東京方面）のクハ79形も新製され、301から付番された。
1955（昭和30）年度（72614 - 72648, 79392 - 79420偶数, 79337 - 79387奇数）80両
車内に扇風機が取付けられた。モハ72形は後位側（パンタグラフのない側）に車両基地構内運転用の簡易運転台を設置、妻部の窓がHゴム支持となった上に後部標識灯が設けられた。電動機は、MT40AからMT40B形に変更となった。
1956（昭和31）年度1次車（72649 - 72685, 79422 - 79436偶数）61両
基本的に前年度車と同様であるが,雨樋が木製と鋼製の両方が存在する。
1956（昭和31）年度2次車(72686 - 72718, 72850 - 72864, 79422 - 79488(偶数), 79389 - 79467(奇数))98両
屋根が鋼板張りに変わって曲率が若干小さくなり、難燃化が著しく進められ、全金属車への布石となった。モハ72形では、台車が鋼板プレス部材溶接のウィングばね式DT20（80系湘南形電車の電動車用台車と同じ、DT21系列の原型）に変更されている。クハ79形では、前照灯が幕板上部に埋込まれた。
また、中央東線浅川（現・高尾）以西乗入用に、狭小建築限界トンネル対策として屋根高さを低くした（屋根高 3,514 mm）モハ72形850番台車が15両製造されている。これは、桜木町事故を受けての対応である。

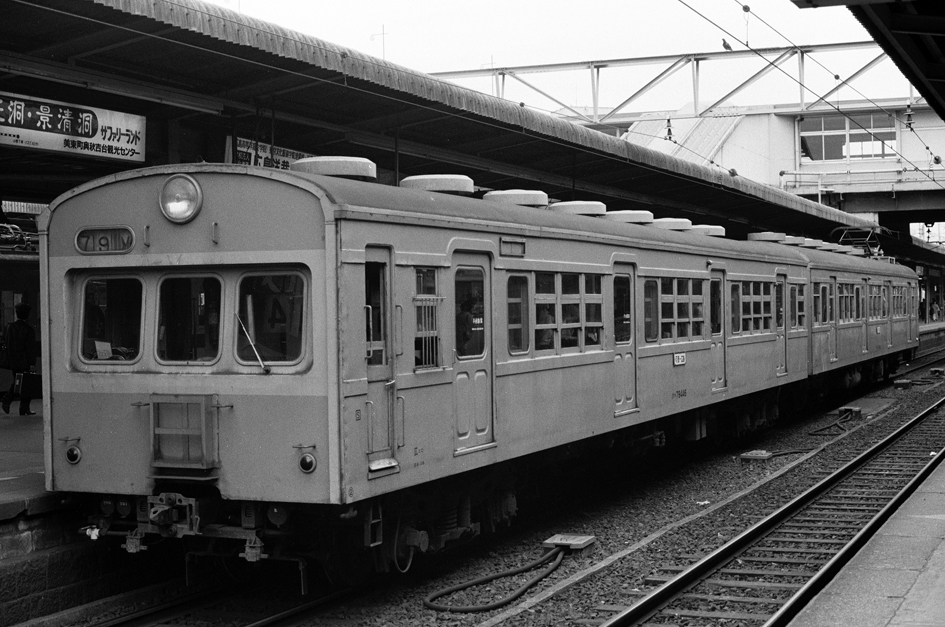
クハ79446（1984年、広島駅）
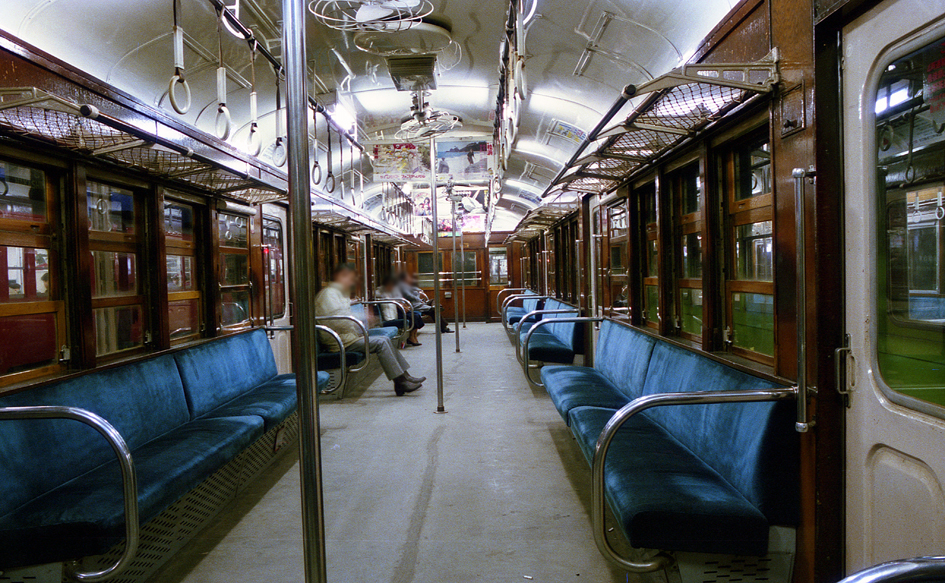
クハ79446 車内（1984年）

### 試作全金属改造車（元ジュラルミン車）
1947年に63系の試作車として登場したジュラルミン電車6両 (63900 - 902, 78200 - 202) は、リベット加工などに起因する車体の腐食が進行したため、全金属車体の試作車として1954年に車体更新工事を実施した。
ジュラルミン車から改造された6両は、量産車の仕様の比較検討用に車内の掴み棒の形状や位置・蛍光灯の配置・色彩など車内設備の仕様が1両ごとに変えられた。同時に車種の変更も行われ、それぞれ72900, 73901, 72901, 79900, 79902, 78900となった。
車体は窓上下の補強帯が残るなどいささか旧来の仕様を踏襲する面も見られたが、側窓は開放的なアルミサッシとなり、運転台前面形状も各種のものが試作された。

### 72系新製全金属車（920番台）

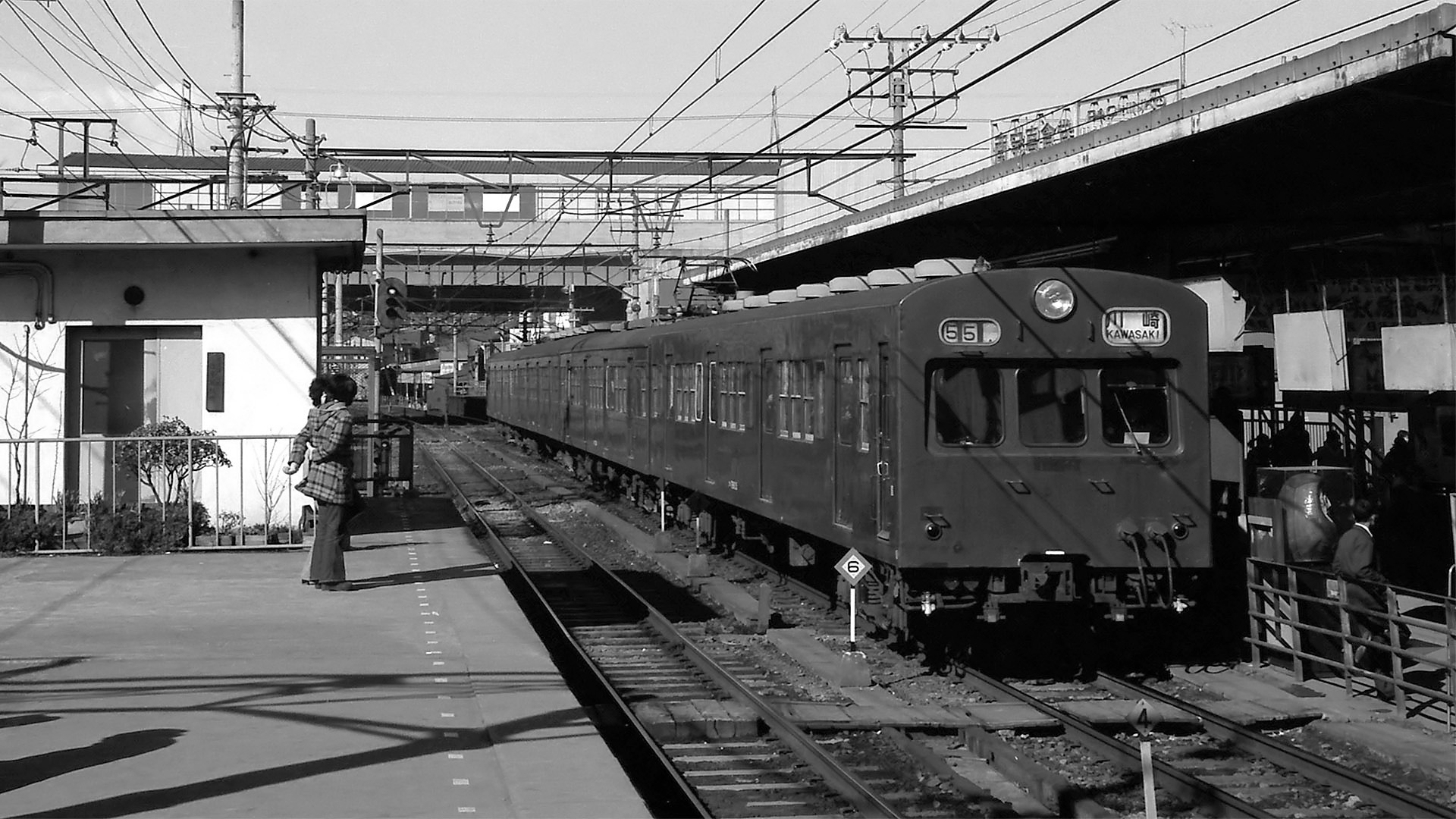
クハ79 920番台(武蔵溝ノ口駅)

1956年から1957年度にかけて増備された72系の最終グループである。1954年に実施されたジュラルミン電車を用いた試作全金属化改造の結果を受け、1956年度に量産先行試作として9両 (72920 - 72924, 79920 - 79923) が新製され、続いて1957年度に量産車68両 (72925 - 72963,  79924 - 79949, 79951, 79953, 79955) が新製された。なお、このロットでは72系新製車で初めて大阪地区（淀川電車区）にも新製配置された。
車体は、10系客車の設計思想を取り入れた軽量構造の全金属車体とされ、車体側面は従来車にあった窓上下の補強帯を外板の内側に隠し、雨樋を高い位置に置いて幕板に埋め込んだ、平滑な車体となった。内装についても木材の使用をやめて全金属化され、窓も従来の3段窓を廃してアルミサッシの2段窓とし、量産車では室内灯に蛍光灯が採用されている。クハ79形の前面には全金属試作改造車に続いて、行先表示器が本格的に採用され、これにより、当時の国鉄通勤形電車前面形態の基本形が確立した。また、台車も一体鋳造による軸ばね式台車のTR48（制御車・付随車）とプレス材溶接組み立て構造の上天秤式ウィングばね式台車であるDT20A（電動車）を採用し、従来とは一線を画する乗り心地を実現している。これらのスペックからもうかがえるように、本グループは従来車の設計を完全に一新した、国鉄旧性能電車の集大成ともいうべき車両であった。
「戦争に勝つまで保てばよい」として逼迫した情勢下で急造された63系電車は、その窮乏構造が大惨事の一因となった桜木町事故などによって「粗悪品」「ろくでもない代物」という世評を被ることになったが、その血統を継ぐ72系新製車は改良を重ねた結果、この最終形全金属車に至って完全に戦争の影を払拭し、当時の経済白書に記された一節「もはや戦後ではない」を体現した近代化車両となっていた。
しかしこのように装いを改めたとはいえ、大正時代の木造電車以来連綿と搭載されてきたゼネラル・エレクトリック亜流のMC1主幹制御器、電気ブレーキなしの自動空気ブレーキ方式、直流式の電動発電機、そして磁気回路の容量が大きく重い低定格回転数・強トルク仕様の電動機とばね下重量の大きな吊り掛け式の動力伝達機構を組み合わせた駆動システムなど、1950年代後半にはすでに前時代的となったシステムを引きずっていたことも、72系と国鉄の現実であった。それは当時ますます逼迫の度を強めていた東京圏の通勤輸送対策には、むしろその30年前の車両とも互換性を残した伝統的な仕様が、足かせとなり始めていた。在来技術改良ではこれ以上の発展は見込めず、制御システムや駆動方式、ブレーキ機構の根本的革新を待たねばならなかった。全金属車のうち1958年初めに製作されたグループをもって、国鉄旧性能電車の新製は終了し、以後の増備は101系などの新性能電車に引き継がれていくことになる。

## 72系電車の改造車

### 試作全金属改造車（事故復旧車）
1956～1957年には、事故休車を活用して全金属車体の追加試作が実施された。73174, 73400, 78144 が車体を載替えられ、73900（改造当初は73174のままで1957年3月に改番）, 73902, 79904となった。
こちらは、前述の920番台新製全金属車に近い仕様で、車体は1956年施工の73900のみ窓上下の補強帯が残るものの、1957年施工の73902、79904は平滑である。前面窓は920番台新製全金属車より1枚あたりの幅が110 mm広いガラスを使用し、ガラス間の柱が25 mm幅（920番台では100 mm幅）と非常に細く、10度の傾斜がつけられているため、101系に酷似した前面形状となった。また、73900では前照灯を半埋め込みとし、前面窓上中央に大型の方向幕を設置する試作が実施され、この方向幕配置は後の301系で活かされた。
73902、79904の両車は920番台の先行量産試作車よりも後の落成で、920番台では側面乗務員扉が木製であったが、本グループは乗務員扉も鋼製となっており、よりスマートで近代化された形態となった。

### 整備改造（東京）
1960年、本系列の設備改善を目的として、整備改造が実施された。この改造は3種のメニューで5両に対し、いずれも大井工場で施工されたが、それ以降の改造はなかった。施工車と工事メニューは次のとおりである。いずれのメニューも、側面の三段窓はそのままだが、戸袋窓はHゴム支持とされた。
- A工事（2両）: 72263, 73096
  - 屋根を1.6 mm厚の鋼板とし、高さを70 mm低くして3650 mmとした。
  - 床はアロンフロアリング[注釈 7]仕上げとした。
  - 出入口吹寄せを3.2 mm厚の鋼板に張り替えた。
  - クモハ73形は、前照灯を幕板に埋め込んだ。
- B工事（2両）: 72045, 72108
  - 屋根の高さはそのままとして、1.6 mm厚の鋼板を貼った。
  - 床の一部を1.6 mm厚の鋼板で補強した。
- C工事（1両）: 72098
  - 木造屋根のまま、出入り口部を3.2 mm厚の鋼板で補強した。
  - 床はアロンフロアリング仕上げとした。
  - 出入口吹寄せを3.2 mm厚の鋼板に張り替えた。

### 整備改造（大阪）
1960年に施工された体質改善工事で、東京地区のものが応急的な性格が強かったのに対し、大阪地区のものは全金属化をともなう本格的なものであった。5両がいずれも吹田工場で施工されている。施工車は72024, 72213, 73001, 73233, 73387である。クモハ73形の前照灯は幕板に埋め込まれ、73001と72024は交換されたアルミサッシの上下比が1:2 で、妻板上部に屋根布押えがある。

### 近代化改造
1960年以降、クモハ73形・モハ72形の一部は全金属化改造が施された。
1962年以降に施工されたものは、台枠・車体骨組のみを残して全解体、台枠上面には鋼板を張って補強し、内外装とも全金属製に改造。側窓は2段式のアルミサッシとなり、窓上下の補強帯もなくなった。さらにクモハ73形は高運転台構造となり、運転台正面中央窓が下に長くなっているなど、ほぼ新製に近い更新であった。第一次改造では行先表示器が装備されていなかったが、第二次改造では運転席窓上に装備された。
これによって接客設備だけは当時最新鋭の101系電車並みになったが、台車などは従来のものをそのまま使用したため乗り心地などの面では新製全金属車の920番台に比べて見劣りは隠せなかった。これら元63系の改造車は、全金属車体化による延命で最終的に30年 - 40年も使用されたものもあった。
これらの近代化改造車は、施工された工場や時期によって細部の仕様が異なっており、クモハ73形の前面形状（行先表示器の有無、運行番号表示窓の形状、パンタグラフ母線および空気配管の露出・隠蔽、通風器の形状）、両形式の側面窓サッシ隅部の処理（角型・丸型）などバリエーションが多かった。また、クモハ73359やモハ72018のように窓上下の補強帯を残したものや、モハ72110のようにパンタグラフの位置と戸袋窓の方向が符合しない例外的な車両も存在した。
この改造の対象となった車両と施工工場は、次のとおりである。
- モハ72形（44両）
  - 大井工場（9両）: 72028, 72059, 72084, 72086, 72092, 72099, 72101, 72102, 72131
  - 大船工場（2両）: 72111, 72143
  - 浜松工場（25両）:72001,72008,72011,72014,72030,72035,72041,72042,72050,72057,72062,72063,72066,72078,72079,72085,72088,72106, 72126, 72138, 72147, 72157, 72165,72181, 72289
  - 吹田工場（5両）: 72017, 72018, 72021, 72082, 72110
  - 幡生工場（3両）: 72004, 72227, 72249
- クモハ73形（44両）
  - 大井工場（5両）: 73079, 73109, 73137, 73207, 73259
  - 大船工場（7両）: 73039, 73068, 73095, 73117, 73150, 73175, 73195
  - 浜松工場（11両）: 73009, 73023, 73031, 73045, 73047, 73087, 73106, 73121, 73125, 73183, 73293
  - 吹田工場（10両）: 73024, 73028, 73030, 73035, 73037, 73043, 73049, 73088, 73170, 73359
  - 鷹取工場（6両）: 73008, 73017, 73020, 73029, 73103, 73114
  - 幡生工場（5両）: 73013, 73021, 73027, 73033, 73277

上記の他に、1962年に発生した三河島事故の被災車2両 (72549, 72635) が、復旧の際に近代化改造を施工されている。これらは、新製72系に属するもので、例外的なものである。そのうち72549は電装解除され、サハ78形 (78500) に編入された。
なお、前年の1959年に形式称号改正が実施され、モハ73形はクモハ73形に形式変更された。

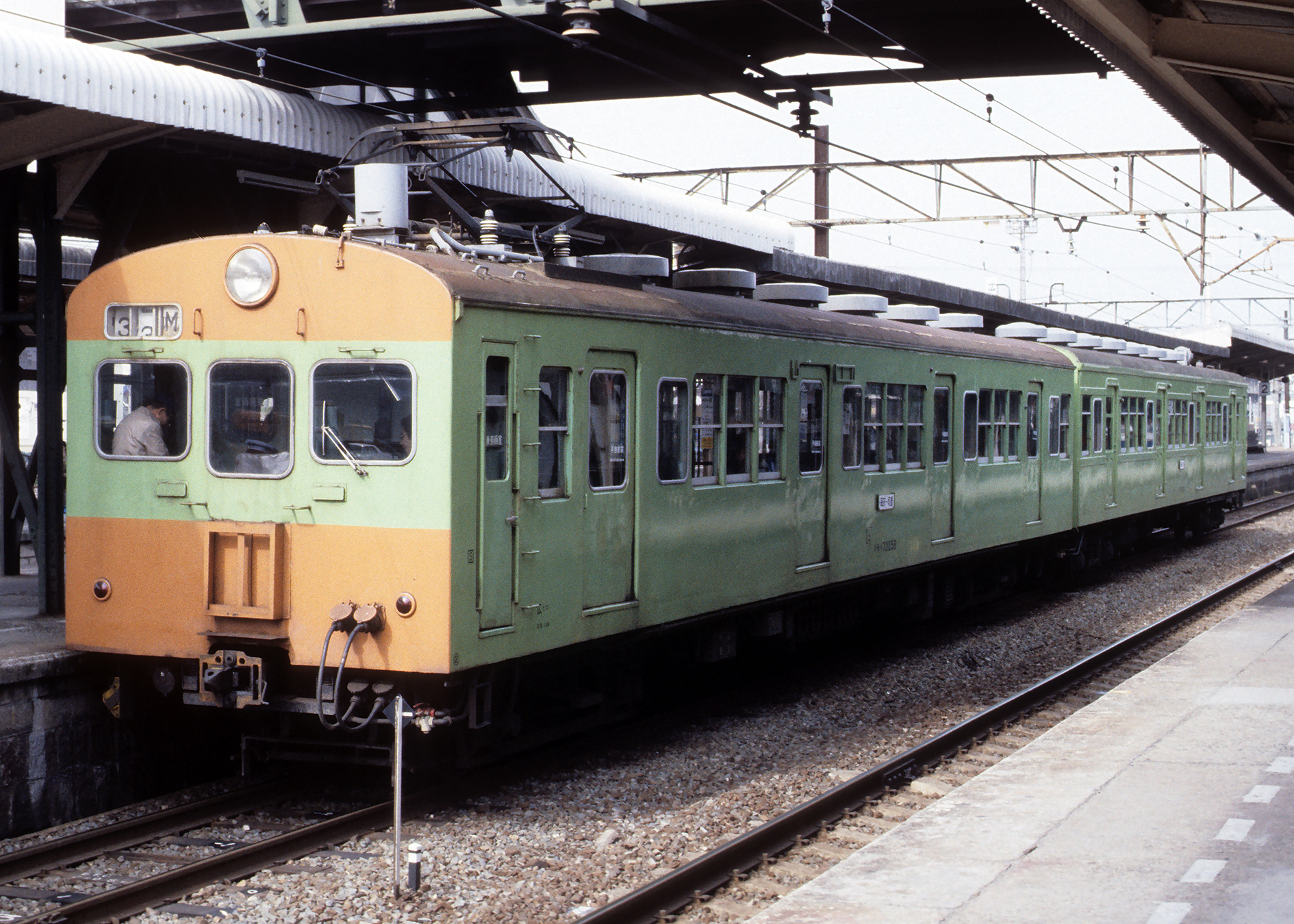
クモハ73259（1984年、海田市駅）

### アコモ改善工事
陳腐化した内装や窓サッシ等の更新工事で、1971年から実施された。全金属化（近代化）改造のような大掛かりなものではなく、内装は木製のままである。使用線区に応じて複数の工事内容が用意された。
- A工事
大都市周辺線区用に用意された仕様で、最も更新の度合いの大きいものである。
側面窓は、木製三段窓からアルミサッシの二段窓に交換され、上下の窓の大きさの比は1:1である。内装を一旦外し、塗装の更新が行なわれている。このメニューは原則として、72系として新製されたモハ72形500番台、クハ79形300番台、あるいはその改造車（クモハ73形600番台など）に対して施工されたが、例外的に63系改装車であるクモハ73形や、72系として新製された車両の存在しないサハ78形にも施工されている。本工事の工場別の施工車は、次のとおりである（下線は63系の施工車）。
  - モハ72形（61両）
    - 大井工場（29両）: 72516, 72517, 72520, 72540, 72553, 72573, 72575, 72580, 72583, 72589, 72623, 72626, 72633, 72634, 72637, 72651, 72652, 72654, 72658, 72675, 72678, 72694, 72699, 72706, 72708, 72711, 72714, 72715, 72850
    - 大船工場（15両）: 72518, 72519, 72571, 72574, 72582, 72584, 72592, 72610, 72621, 72646, 72647, 72687, 72704, 72705, 72861
    - 浜松工場（17両）: 72532, 72570, 72616, 72618, 72653, 72659, 72661, 72671, 72676, 72683, 72695, 72696, 72697, 72700, 72703, 72709, 72713,

  - クモハ73形（25両）
    - 大井工場（25両）: 73126, 73401, 73600, 73601, 73602, 73603, 73604, 73606, 73607, 73608, 73609, 73610, 73612, 73614, 73615, 73616, 73617, 73620, 73622, 73624, 73625, 73626, 73627, 73628, 73629

  - クハ79形（75両）
    - 大井工場（36両）: 79303, 79331, 79345, 79346, 79355, 79357, 79358, 79366, 79368, 79372, 79373, 79374, 79377, 79384, 79386, 79391, 79394, 79398, 79404, 79405, 79408, 79417, 79421, 79426, 79428, 79432, 79439, 79441, 79445, 79448, 79465, 79467, 79470, 79472, 79476, 79488
    - 大船工場（24両）: 79310, 79315, 79317, 79332, 79344, 79353, 79356, 79359, 79367, 79375, 79380, 79381, 79385, 79403, 79409, 79411, 79423, 79427, 79431, 79437, 79449, 79455, 79459, 79486
    - 浜松工場（15両）: 79311, 79313, 79318, 79320, 79335, 79363, 79365, 79379, 79414, 79433, 79434, 79442, 79443, 79468, 79484

  - サハ78形（18両）
    - 大井工場（17両）: 78143, 78148, 78154, 78171, 78182, 78188, 78210, 78212, 78216, 78217, 78222, 78225, 78228, 78234, 78238, 78239, 78509
    - 大船工場（1両）: 78218

- B工事
大都市周辺線区用の仕様で、側面窓は3段窓のままで大井工場、大船工場で施工された。内装は透明ラッカー塗装仕上げである。
  - モハ72形（1両）
    - 大井工場（1両）: 72662

  - クモハ73形（24両）
    - 大井工場（16両）: 73018, 73026, 73100, 73133, 73134, 73141, 73143, 73147, 73154, 73162, 73187, 73203, 73235, 73333, 73373, 73375
    - 大船工場（8両）: 73102, 73132, 73138, 73191, 73227, 73229, 73271, 73353

  - クハ79形（15両）
    - 大井工場（10両）: 79112, 79114, 79140, 79148, 79158, 79160, 79184, 79198, 79200, 79250
    - 大船工場（5両）: 79122, 79150, 79176, 79194, 79212

  - サハ78形（28両）
    - 大井工場（21両）: 78135, 78136, 78141, 78147, 78149, 78151, 78155, 78157, 78165, 78178, 78181, 78185, 78186, 78330, 78378, 78502, 78503, 78508, 78510, 78512, 78515
    - 大船工場（7両）: 78142, 78146, 78164, 78166, 78187, 78189, 78193

- 簡易工事
ローカル線用車に対する仕様で、仙石線や呉線、富山港線など、他線区への転用を考慮しない線区用である。外観上の特徴は、交換されたアルミサッシの上下比が1:2である点で、三段窓時代の詰木が残されている。内装は透明ラッカー塗装仕上げである。
  - モハ72形（16両）
    - 盛岡工場（8両）: 72034, 72113, 72123, 72132, 72233, 72235, 72251, 72562
    - 長野工場（3両）: 72534, 72547, 72558
    - 広島工場（5両）: 72056, 72066, 72563, 72673, 72692

  - クモハ73形（36両）
    - 盛岡工場（20両）: 73003, 73005, 73011, 73022, 73059, 73065, 73098, 73287, 73297, 73303, 73307, 73311, 73317, 73319, 73321, 73323, 73327, 73331, 73363, 73389
    - 松任工場（1両）: 73355
    - 広島工場（5両）: 73009, 73061, 73259, 73313, 73383
    - 幡生工場（10両）: 73041, 73051, 73053, 73090, 73091, 73094, 73128, 73148, 73169, 73225

  - クハ79形（25両）
    - 盛岡工場（14両）: 79100, 79124, 79152, 79154, 79192, 79196, 79204, 79208, 79228, 79230, 79232, 79234, 79248, 79369
    - 長野工場（1両）: 79338
    - 松任工場（3両）: 79220, 79240, 79244
    - 広島工場（2両）: 79214, 79312
    - 幡生工場（5両）: 79004, 79108, 79218, 79308, 79501

  - サハ78形（11両）
    - 盛岡工場（7両）: 78008, 78153, 78156, 78158, 78160, 78226, 78368
    - 広島工場（3両）: 78111, 78113, 78119
    - 幡生工場（1両）: 78120

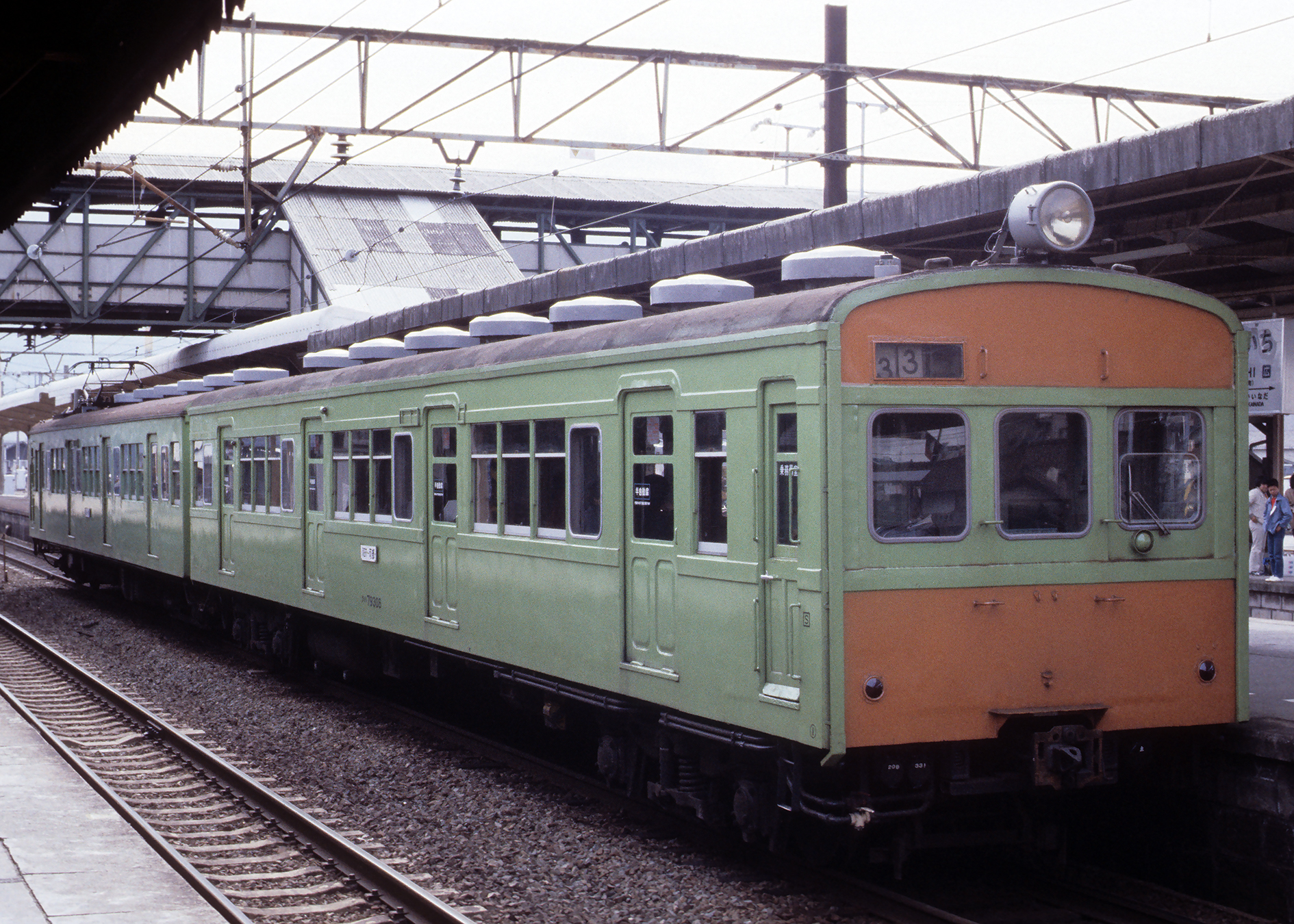
クハ79308（1984年、海田市駅）
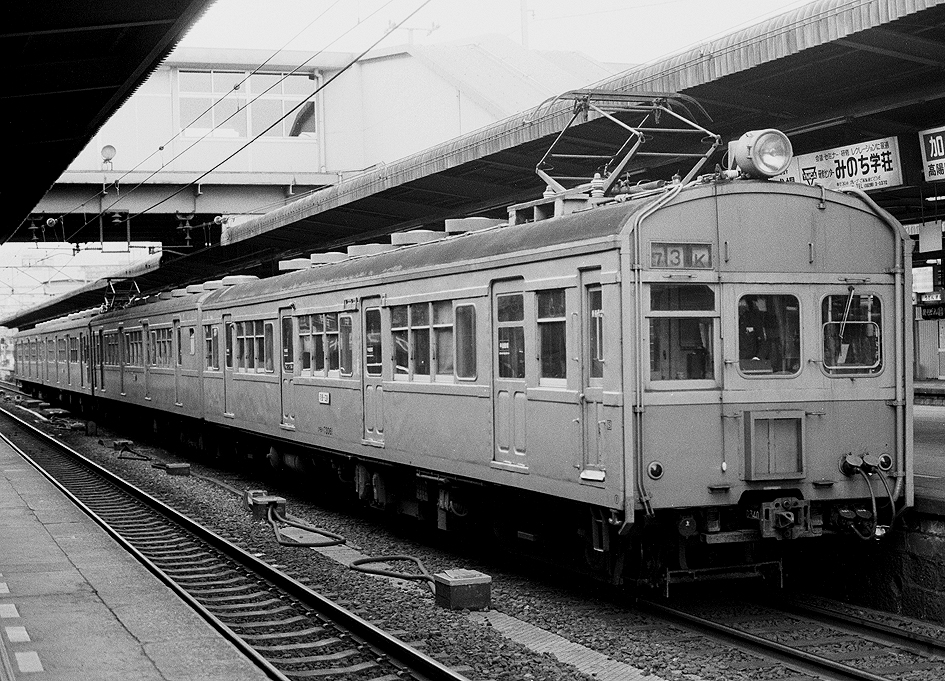
クモハ73061（1984年、広島駅）
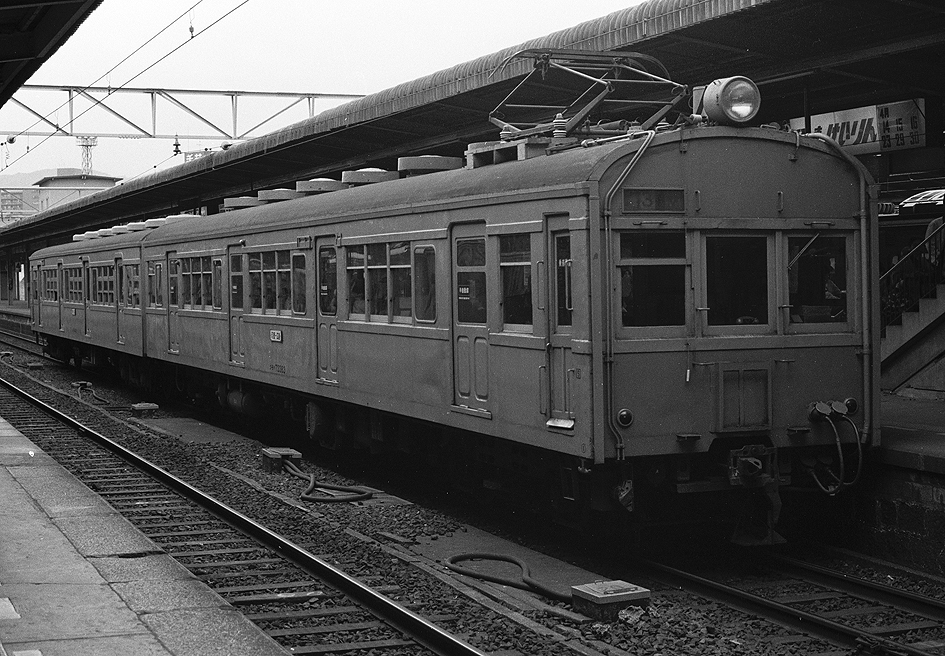
クモハ73383（1984年、広島駅）

- C工事・D工事・E工事
さらなる簡易仕様で、内装材の塗装換えや模様付きフィルムの貼り付けにより、内装の更新を行なったものである。以下にC工事施工車を記す。いずれも大井工場による施工である。
  - クモハ73形（18両）: 73025, 73054, 73067, 73078, 73085, 73112, 73135, 73146, 73153, 73164, 73166, 73171, 73179, 73223, 73243, 73251, 73267, 73273
  - クハ79形（8両）: 79116, 79146, 79166, 79180, 79182, 79186, 79206, 79226
  - サハ78形（14両）: 78132, 78137, 78138, 78150, 78152, 78167, 78169, 78177, 79184, 78363, 78504, 78511, 78513, 78514

### 先頭車化改造

#### クモハ73形500番台
短編成化にともない先頭車が不足したことから、1966年度にモハ72形0番台20両が運転台取付改造を受け、クモハ73形500番台に編入された。これらは、全車が上記の近代化改造を併施されている。また、パンタグラフは運転台の向きにかかわらず運転台側に取り付けられているが、改造施工工場により前面行先表示器の有無やパンタグラフ引込管の露出・埋込等細部に形態差がある。番号の新旧対照および施工工場は次のとおりである。
- クモハ73501 ← モハ72207 KY
- クモハ73502 ← モハ72293 OY
- クモハ73503 ← モハ72254 KY
- クモハ73504 ← モハ72305 OY
- クモハ73505 ← モハ72285 KY
- クモハ73506 ← モハ72016 TT
- クモハ73507 ← モハ72290 KY
- クモハ73508 ← モハ72048 TT
- クモハ73509 ← モハ72291 KY
- クモハ73510 ← モハ72076 TT
- クモハ73511 ← モハ72299 KY
- クモハ73512 ← モハ72100 TT
- クモハ73513 ← モハ72215 OY
- クモハ73514 ← モハ72112 TT
- クモハ73515 ← モハ72230 OY
- クモハ73516 ← モハ72205 TT
- クモハ73517 ← モハ72231 OY
- クモハ73518 ← モハ72244 TT
- クモハ73519 ← モハ72292 OY
- クモハ73520 ← モハ72247 TT

#### クモハ73形600番台
1967年、短編成化にともない不足する先頭車を補うため、モハ72形500番台を種車にして運転台を取り付けたクモハ73形600番台が30両製作された。本番台は、奇数番号車と偶数番号車で形態が異なり、奇数番号車は上り向き（第1エンド）に、偶数番号車は下り向き（第2エンド）に運転台を取り付けたため、奇数番号車は前部に、偶数番号車は後部にパンタグラフがある。さらに運転台増設にともなって支障する前位客用扉の戸袋が逆向きとされた。
新旧番号の対照および改造施工工場は次のとおりである（ローマ字は改造工場の略号）。
- クモハ73600 ← モハ72526 TT
- クモハ73601 ← モハ72525 KY
- クモハ73602 ← モハ72531 KY
- クモハ73603 ← モハ72537 KY
- クモハ73604 ← モハ72541 TT
- クモハ73605 ← モハ72539 TT
- クモハ73606 ← モハ72556 KY
- クモハ73607 ← モハ72550 KY
- クモハ73608 ← モハ72572 TT
- クモハ73609 ← モハ72552 KY
- クモハ73610 ← モハ72597 OY
- クモハ73611 ← モハ72557 TT
- クモハ73612 ← モハ72627 TT
- クモハ73613 ← モハ72585 TT
- クモハ73614 ← モハ72628 OY
- クモハ73615 ← モハ72625 KY
- クモハ73616 ← モハ72651 KY
- クモハ73617 ← モハ72636 OY
- クモハ73618 ← モハ72664 OY
- クモハ73619 ← モハ72679 TT
- クモハ73620 ← モハ72574 KY
- クモハ73621 ← モハ72680 TT
- クモハ73622 ← モハ72681 OY
- クモハ73623 ← モハ72685 TT
- クモハ73624 ← モハ72691 OY
- クモハ73625 ← モハ72710 OY
- クモハ73626 ← モハ72701 KY
- クモハ73627 ← モハ72712 OY
- クモハ73628 ← モハ72702 OY
- クモハ73629 ← モハ72716 TT

なお、これら先頭車化改造車の台車は種車からそのまま引き継いだものを利用した。

### トイレ取付
1968年（昭和43年）4月の御殿場線電化にともなって、サハ78形にトイレを設置したもので、4扉化改造車2両、100番台・300番台車8両に対し浜松工場で施工された。これらは、1968年11月14日付けの通達で400番台、450番台に改番された。番号の新旧対照は次のとおりである。
- サハ78400 ← サハ78018
- サハ78401 ← サハ78023
- サハ78450 ← サハ78101
- サハ78451 ← サハ78103
- サハ78452 ← サハ78108
- サハ78453 ← サハ78110
- サハ78454 ← サハ78128
- サハ78455 ← サハ78129
- サハ78456 ← サハ78304
- サハ78457 ← サハ78378

1970年（昭和45年）、呉線電化用にサハ78形100番台4両とクハ79形0番台・100番台・300番台6両に対し、幡生工場でトイレが設置された。こちらのグループは改番が行われず、原番号のまま使用された。しかし、1972年にクハ79形300番台を種車として増備された1両は500番台に改番されており、また1981年に御殿場線に転用されたサハ78形も、改番せずに廃車となっており、このあたりの扱いの差は不可解というほかない。この改造の対象車は、次のとおりである。
- クハ79形 - 79004, 79108, 79214, 79218, 79308, 79312
- サハ78形 - 78111, 78113, 78119, 78120
- クハ79501 ← クハ79482[注釈 10]

### 通風器交換
本系列を仙石線で使用するにあたり、元来装備するグローブ形通風器では冬期に雪が吹き込むなどの問題があり、通風性能改善のため、これを押込形通風器に交換する改造が、1969年から1972年にかけて盛岡工場で実施された。この改造対象は、本系列45両（モハ72形7両、クモハ73形20両、クハ79形15両、サハ78形3両）およびクモハ54形6両、モハ70形4両、クハ68形4両である。本系列の施工車は次のとおりである。
- モハ72形: 72034, 72113, 72123, 72132, 72223, 72235, 72251
- クモハ73形: 73003, 73005, 73011, 73022, 73059, 73065, 73098, 73287, 73297, 73303, 73307, 73311, 73317, 73319, 73321, 73323, 73327, 73331, 73363, 73389
- クハ79形: 79100, 79124, 79152, 79154, 79192, 79196, 79204, 79208, 79228, 79230, 79232, 79234, 79248, 79902, 79926
- サハ78形: 78008, 78226, 78368

### 電装解除
1969年、車両需給の関係から大井工場でモハ72形（0番台）の電装が解除され、前述の事故復旧車サハ78500の続番 (501 - 515) に編入された。こちらは、78500のような全金属化は行われていない。
さらに、翌1970年には浜松工場で500番台2両が電装解除され、78516, 78517となったが、取り外された電装品は、ほぼ同時期に入場していたサハ87形100番台の電動車（モハ80形850番台）化に転用されたといわれる。台車も、電動台車（DT17）から単に電動機を外しただけでなく、付随車専用のTR48に交換されている。
番号の新旧対照は、次のとおりである。
- サハ78501 ← モハ72033
- サハ78502 ← モハ72051
- サハ78503 ← モハ72096
- サハ78504 ← モハ72118
- サハ78505 ← モハ72153
- サハ78506 ← モハ72163
- サハ78507 ← モハ72067
- サハ78508 ← モハ72171
- サハ78509 ← モハ72201
- サハ78510 ← モハ72212
- サハ78511 ← モハ72252
- サハ78512 ← モハ72306
- サハ78513 ← モハ72265
- サハ78514 ← モハ72306
- サハ78515 ← モハ72309
- サハ78516 ← モハ72522
- サハ78517 ← モハ72523

### ロング・クロスシート可変改造車
1972年5月に大井工場で開催された、出来栄え審査会で出品された3両 のうち1両（クハ79929）で、吹田工場のアイデアによる座席改造車である。この車両には、通常のロングシートを昼間の閑散時には自動でクロスシートに転換できる機構が装備されている。クロスシート使用時には、中間の扉2枚を締め切り、ロングシート時の背面部からクッションを引き出して使用することもできた。この予備席については、手動である。
しかし、クロスシート時の背ずり高さがロングシート時のままで、座り心地がよくなかった（頭を後ろに下げると、後ろ側に座っている人の頭にぶつかる）ため営業運転ではロングシート状態のままとされ、クロスシートとしては全く使用されることがなかった。
その後ロングシート・クロスシートの切り替え可能な座席（デュアルシート）は24年後の1996年に近畿日本鉄道が2610系を改造した「L/Cカー」として実用化された。その後、東日本旅客鉄道（JR東日本）仙石線205系3100番台の一部や東武鉄道50090系「TJライナー」などでも採用されている。これは冷房装置の普及に伴い、車両の窓が固定または下降式でロングシートの場合でも窓操作に支障が出ない前提で背ずり高さを上げることにより実現したものである。

### アコモデーション改良車
旅客用車両としての72系アコモデーション改良の試みは、1950年代から1960年代の全金属化改造が先駆的なものであるが、1970年代初頭になると新性能電車と同等の車体を新製し、載せ替えた改造車が登場した。
このグループは車体が新性能電車と同等で、接客設備が新車並みであるのが特徴だったが、種車が古いこともあって走行機器の老朽化が進んでおり、新性能電車と比較して故障が多かった。また、検査周期も旧形のままで変わらないことから、検修面でのメリットが少ないこともあって、以降の追加改造は中止されるとともに、早々に長期使用は諦められた。

#### モハ72970
本車は、1972年（昭和47年）にモハ72587の改造により郡山工場で1両（モハ72970）が試験的に製作されたものである。走行機器と台枠を流用し、車体を当時の103系中間車（ユニットサッシ車）と同じ両開き4扉としたものであった。
制御電源等は直流電源のままで在来旧形車との併結を想定しており、室内照明等も旧形車と同じ直流蛍光灯、パンタグラフも103系とは異なりPS13を用い、前位に装備した。在来型の72系と混結されて鶴見線で運用され、登場時は塗装が朱色（朱色1号）であったが、1974年（昭和49年）に茶色（ぶどう色2号）に塗り替えられた。
鶴見線の72系が101系へ置き換えられた際に他の72系と同様に運用離脱した。運用離脱時に仙石線用アコモデーション改造車の予備車として転用する計画があったが、電動発電機の交流化が行われておらず、引き通し線を改造しなくてはならないため中止され、1980年（昭和55年）に廃車となり解体された。

#### モハ62形・クハ66形

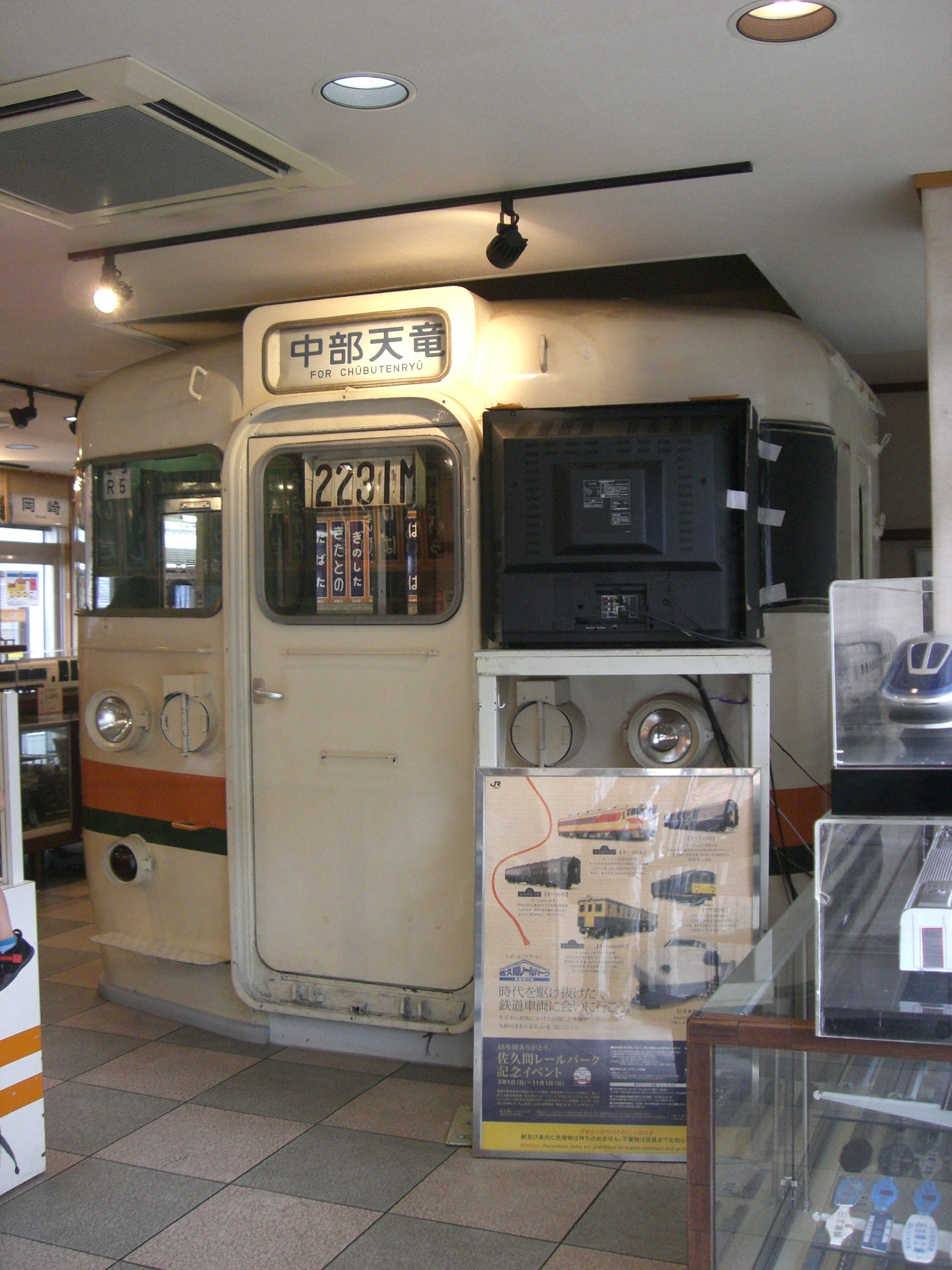
クハ66002のカットボディ
（佐久間レールパーク）

1974年、身延線向けに3ドアセミクロスシート車としたアコモデーション改造車が鷹取工場 (TT) 、長野工場 (NN) 、郡山工場 (KY) で製作されている。制御車クハ66形と中間電動車モハ62形から成る4両編成3本・計12両が製作された。
車体は台枠のみを再利用し、上回りは当時増備中だった新性能近郊形電車115系300番台同様の貫通高運転台・1,300 mm両開きドア・ユニットサッシを備えたものとなった。車体の塗装も青15号とクリーム1号のツートンカラー（スカ色）となり、塗り分けは横須賀線用113系のものと同様とされた。ただし冷房装置および側面行先表示器の準備工事はなされていない。台枠を流用したため、幅広車体の裾絞りの下部が垂直となる独特の形状となった。
身延線の狭小限界トンネルに対応するため、モハ62形はパンタグラフ部分の屋根を低くし、パンタグラフの折りたたみ時の高さを下げている。クハ66形には改造時に500リットルの水タンクとトイレが設置されており、前面幌枠は旧形車との併結運転を考慮して旧形国電用のものを装備している。寒冷地での運転を考慮して暖房を強化し、ドアエンジンは半自動対応とされ、115系同様扉に取っ手を備え付ける。
改造に際し、補助電源装置を113系電車の冷房改造で発生した交流20 kVAのMGに換装して電源の交流化と容量の強化を図っており、室内は新性能車同様の交流蛍光灯とされている。補助電源装置の換装により、低圧補助電源が従来の旧形車と異なる交流となったため、62系4両編成の中間に従来の旧形車を混結することはできなくなった（編成の前後に併結することは可能）。なお、一部の文献では「外板が標準より薄かったため短命に終わった」との説を挙げるものがあるが、実物作業用の工作図面では標準もしくはそれより厚い2.3 mm鋼板を使用していることが明記されている。
本グループの種車としては、72系新製車（モハ72形500番台・クハ79形300番台）のほか、63系編入車（クモハ73形0番台・クハ79形100番台）が含まれており、番台により区分されている。モハ62形は63系改造のクモハ73形からの改造車がモハ62000番台、72系新製車のモハ72形からの改造車がモハ62500番台、クハ66形は63系改造のクモハ73形・クハ79形からの改造車がクハ66000番（3両全車偶数向き）、72系新製車のクハ79形からの改造車がクハ66300番台（3両全車奇数向き）となっている。
同一形式各番台ごとの相違点は台枠・台車形式のみで、車体構造及び設備は全く同一である。。
番号の新旧対照は次のとおりである。
- モハ62000 ← クモハ73012 TT
- モハ62001 ← クモハ73172 TT
- モハ62500 ← モハ72533 TT
- モハ62501 ← モハ72569 TT
- モハ62502 ← モハ72576 KY
- モハ62503 ← モハ72632 KY
- クハ66000 ← クハ79236 TT
- クハ66001 ← クハ79186 TT
- クハ66002 ← クモハ73118 NN
- クハ66300 ← クハ79373 TT
- クハ66301 ← クハ79423 TT
- クハ66302 ← クハ79439 NN

新性能近郊形電車同様のアコモデーションである三扉車体、かつ固定ボックスシートを備えた車両であることから、四扉車体、ロングシートを備える72系と同一系列中の別番台としてではなく、新たに新形式を起こして車籍登録をすることになった事から、関係各所の審査・認可などが新たに必要となり、竣工後に即座に運用に就けず認可が下りるまでの期間、長く休車状態になるなど不遇のスタートとなった。
本グループは1981年の身延線新性能化（115系2000番台投入）による戦前形電車の全廃後もしばらく運用されたが、1984年に運用を離脱し、1986年までに全車廃車となった。廃車後は佐久間レールパークの運転シミュレータとしてクハ66002の先頭部が利用されていたが、同館の移転先であるリニア・鉄道館では利用されていないため廃棄されたと思われる。

#### モハ72形970番台・クハ79形600番台
1974年（昭和49年）に、仙石線用のアコモデーション改良車として4両編成のモハ72形970番台・クハ79形600番台が、72系新製車グループの改造で製作された。クハ・モハ各10両の4両編成5本、合計20両が改造されている。
モハ72970同様に103系ほぼそのままの車体を与えられ、高運転台の前頭形状も当時の山手線用103系増備車そっくりであったが、冷房装置や側面行先表示器は設置されなかった。寒冷地向けのため半自動ドア（停車中は手動で開閉し、発車時に自動でドアを閉める）となり、ドアエンジンは115系同様のTK8形を使用している。当時の仙石線ではタブレット閉塞が使用されていたため、先頭車乗務員扉後ろの戸袋部にはタブレット衝突保護板が設置された。
台枠の構造上103系車両と比較すると車体裾が若干長くなっている。一部で「旧台枠は流用せず、工期の関係で旧台枠同型の台枠を新規に製造した」とする説もあったが、国鉄車両設計事務所編著の「通勤形直流電車説明書クハ79601〜、モハ72970〜」によれば、UF132、UF134台枠を流用と明記し、出入り口部を補強、また鋼製根太の取り付けなど具体的な工事内容が記されている他、主電動機冷却風風道が、横梁部を貫通できないため、1-4位床上に風道が出っ張ることになったこと、さらに台車中心間距離が13600 mmであり、パンタグラフ中心位置もそれに合わせて103系よりも内方に寄っていることが、旧台枠と台車を流用するためである等、旧台枠を利用しつつ新車体を構築する工事内容が記されており、台枠の完全新製説は否定されている。
補助電源回路が交流化されたため、電動発電機 (MG) は62系と同じく新性能電車の冷房化改造発生品である20 kVAのMH97-DM61が搭載された。前述のモハ72970とは異なり、72形に分類されながら他の72形車両とは混結できない。仙石線投入初期は山手線と同じ黄緑6号であったが、しばらくして視認性向上のため前面下部に黄5号の警戒帯が入れられ、その後首都圏より転用の103系初期車投入と前後して青22号一色へと変更された。本グループは1980年に仙石線の在来型72系が103系に置換えられた後も残存し、103系と共通に運用されていたが、1984年（昭和59年）から翌1985年（昭和60年）3月14日のダイヤ改正までに103系に順次置き換えられ仙石線からは運用離脱した。運用離脱後、後述する川越線の電化開業に伴う区間運転用の103系3000番台に改造された。
本グループの改造は、郡山工場で施工されたことになっているが、実際には外部車両メーカー（富士重工業）に委託された（同社宇都宮工場最寄りの日光線鶴田駅での更新工事竣工直後の写真が残る）。富士重工業は電車製造の実績はあるものの、国鉄の電車製造の指定メーカーではなかったため、このような措置がとられたのである。
番号の新旧対照は、次のとおりである。
- モハ72971 ← モハ72502
- モハ72972 ← モハ72504
- モハ72973 ← モハ72561
- モハ72974 ← モハ72543
- モハ72975 ← モハ72612
- モハ72976 ← モハ72544
- モハ72977 ← モハ72509
- モハ72978 ← モハ72560
- モハ72979 ← モハ72511
- モハ72980 ← モハ72566
- クハ79601 ← クハ79435
- クハ79602 ← クハ79378
- クハ79603 ← クハ79349
- クハ79604 ← クハ79456
- クハ79605 ← クハ79451
- クハ79606 ← クハ79374
- クハ79607 ← クハ79305
- クハ79608 ← クハ79342
- クハ79609 ← クハ79949
- クハ79610 ← クハ79368

なお、前述の説明書によれば、クハ79は当初500番台を付番する予定だったようで、訂正された表紙以外にはクハ79501～の記載が見られる。

## 他系列への改造車

### 郵便・荷物電車への改造車
電車列車の普及による荷物車・郵便荷物合造車需要に応じ、1960年代より、一部の72系は、郵便荷物電車や荷物電車に改造された。
車齢や車体の状態から、主にモハ72形とクモハ73形の3段窓車が改造種車となった。一部の例外を除き、走行機器と台枠を流用して、車体部分は簡素な非貫通高運転台・切妻構造の軽量構体に作り替える、比較的低コストな改造手法が用いられている。また、当時旅客電車の主力となりつつあった新性能電車と併結できるよう、ブレーキや制御回路が特殊仕様となっていた。
後年まで多くの電車が残存したものの、1986年の国鉄郵便・荷物輸送廃止により、後述の通りクモニ83形4両が西日本旅客鉄道（JR西日本）に承継されたほかはすべて廃車されている。

#### クモユニ74形

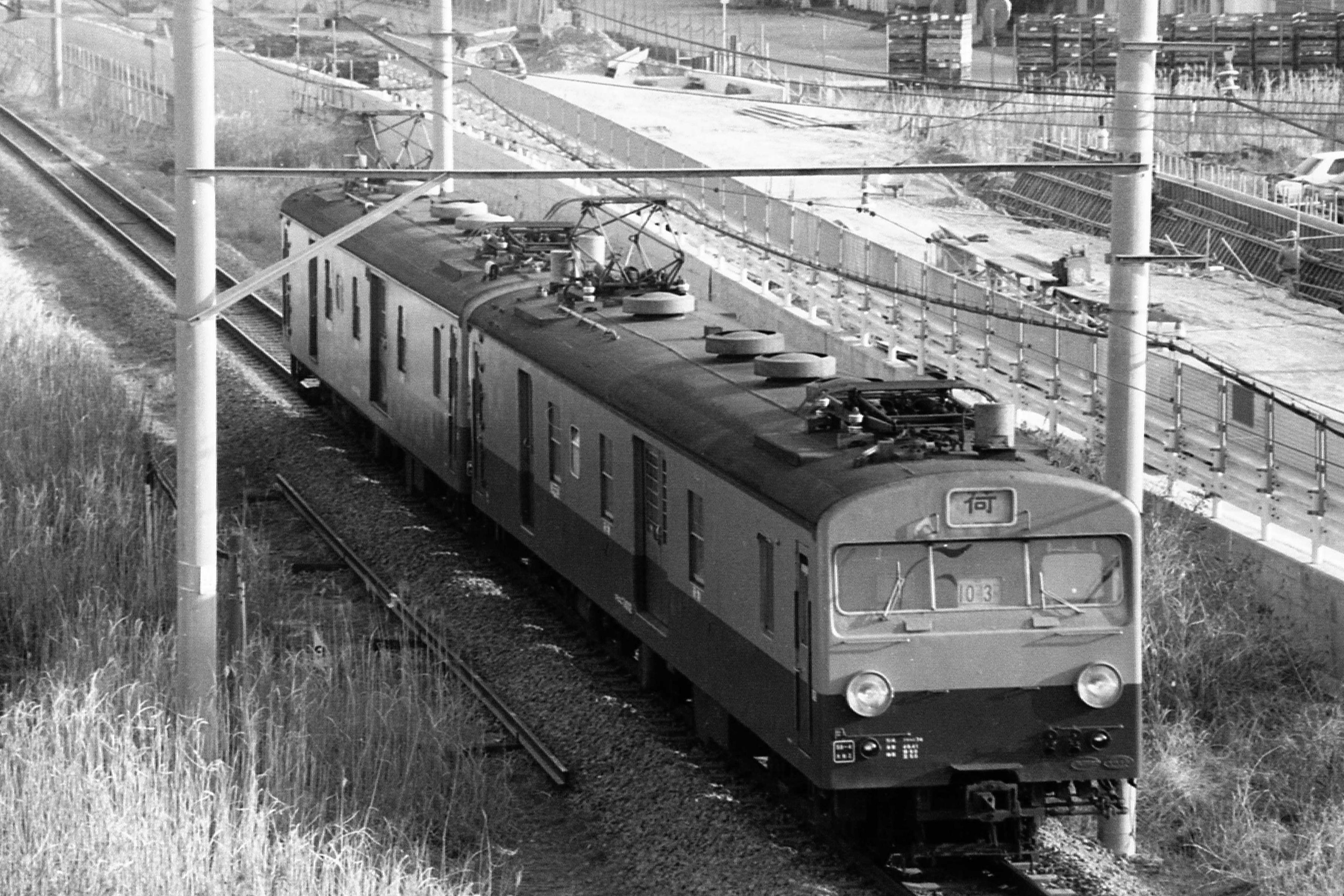
横須賀線を走るクモユニ74形

東海道本線の80系電車が111系に置換えられたため従来使用されていたクモユニ81形の代替としてモハ72形を改造して登場した新性能電車併結対応の形式である。併結形式の違いにより、0番台・100番台・200番台の番台区分がある。新旧自動切換装置は当時開発前であり、後年改造を受け搭載した(外観上はジャンパ栓の交換(KE58x2をKE70-9に)で識別される)が、全車には及ばなかった模様である。また、後年、両毛線、房総方面の運用対応で両わたり化改造を受けた車両も全番台で確認されている。
0番台
1962年 - 1965年に改造された74000 - 74014の15両。111・113系の新性能車とのみ併結可能な仕様で、74011までは大型前照灯を窓下両脇に装備する。74012 - 74014はシールドビーム化されているが取付高さ（153系クハ153形0番台と同じ）は変更がない。
100番台
1964年 - 1965年に改造された74100 - 74107の8両。0番台に加え80系とも併結可能とした。このためブレーキの新旧読替機構を搭載している。中京地区に投入されたが、1968年に74100 - 74102が200番台へ再改造され、1972年には電化完成により房総地区へ転出した。
200番台
1964年（昭和39年） - 1965年（昭和40年）に改造された74200 - 74207の8両。高崎線・東北本線向きで80系・115系と併結可能とした仕様である。100番台同様新旧読替機構のほか、ノッチ戻しと抑速ブレーキに対応した主幹制御器を搭載する。
番号の新旧対照は、次のとおり（ローマ字は改造工場の略号）。
- クモユニ74000 ← モハ72115 OY
- クモユニ74001 ← モハ72081 OY
- クモユニ74002 ← モハ72239 OY
- クモユニ74003 ← モハ72155 OY
- クモユニ74004 ← モハ72208 OY
- クモユニ74005 ← モハ72129 OY
- クモユニ74006 ← モハ72005 OF
- クモユニ74007 ← モハ72083 OF
- クモユニ74008 ← モハ72032 HM
- クモユニ74009 ← モハ72003 HM
- クモユニ74010 ← モハ72009 HM
- クモユニ74011 ← モハ72093 HM
- クモユニ74012 ← モハ72256 TT
- クモユニ74013 ← モハ72228 TT
- クモユニ74014 ← モハ72052 TT
- クモユニ74100 ← モハ72060 HM
- クモユニ74101 ← モハ72046 HM
- クモユニ74102 ← モハ72029 HM
- クモユニ74103 ← モハ72226 TT
- クモユニ74104 ← モハ72040 HB
- クモユニ74105 ← モハ72135 HB
- クモユニ74106 ← モハ72023 HB
- クモユニ74107 ← モハ72267 HB
- クモユニ74200 ← モハ72013 MO
- クモユニ74201 ← モハ72095 MO
- クモユニ74202 ← モハ72019 HB
- クモユニ74203 ← モハ72177 HB
- クモユニ74204 ← モハ72140 HB
- クモユニ74205 ← モハ72294 MO
- クモユニ74206 ← モハ72055 MO
- クモユニ74207 ← モハ72116 MO

74211 - 74213は1968年（昭和43年）の100番台からの改造車である。
- クモユニ74211 ← クモユニ74100 OF
- クモユニ74212 ← クモユニ74101 HM
- クモユニ74213 ← クモユニ74102 OF

#### クモユニ82形

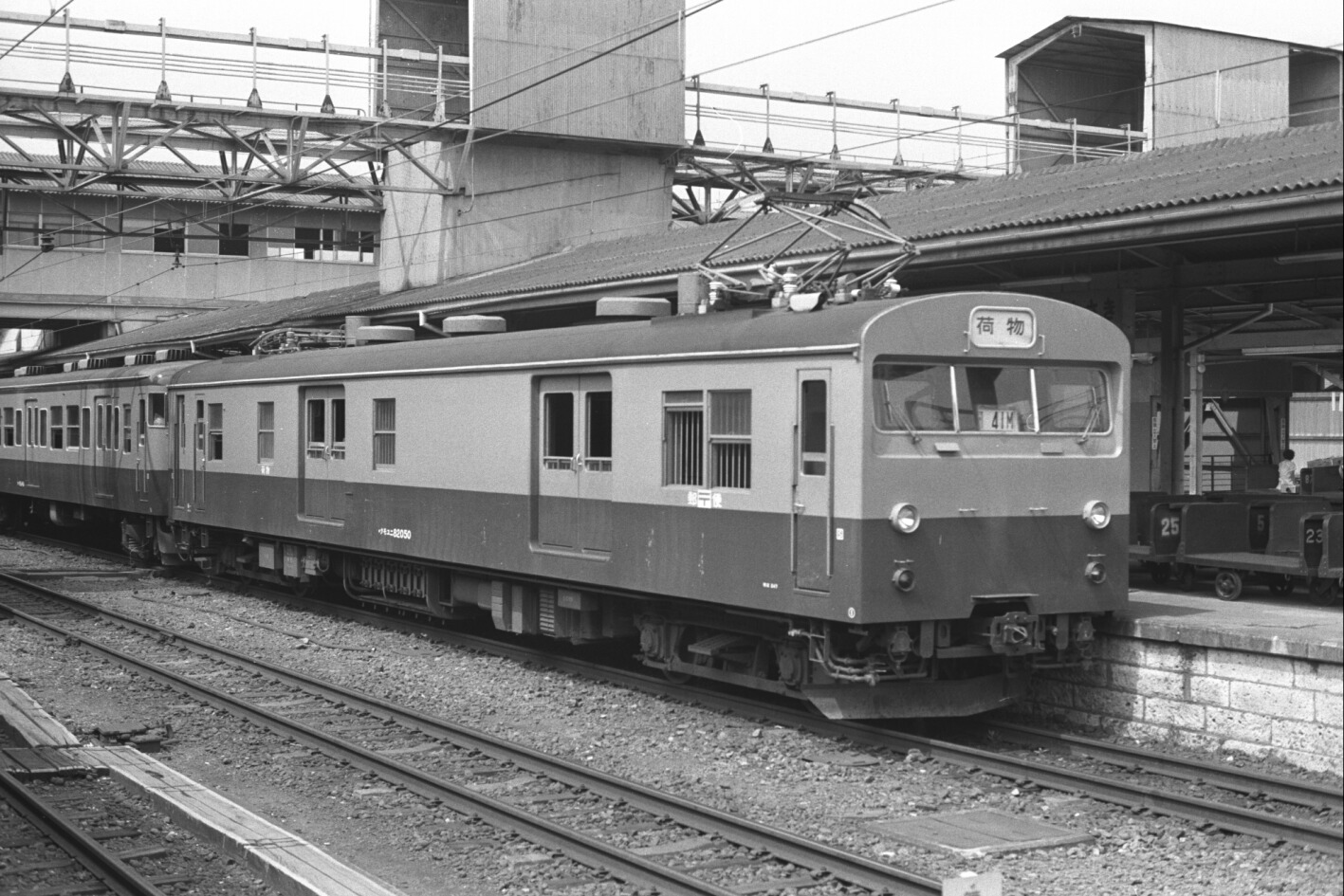
クモユニ82050

クモユニ82形は、中央東線客車列車の電車化用にモハ72形・クモハ73形を改造して登場した車両である。
800番台
800番台（82800 - 82802。1966年 - 1967年改造）は、中央東線の小断面トンネルに対応するために屋根全体を低くした低屋根車。クモユニ74形に比して郵便室のスペースを大幅に広くし、大型区分棚も設置されている。新旧自動切換装置は当時開発前であり、後年全車改造を受け搭載した(外観上はジャンパ栓の交換(KE58x2をKE70-9に)で識別される)。
0番台
0番台（82000 - 82005。1974年改造）は、篠ノ井線電化による増備車で、この時点で小断面トンネル対応のPS23形パンタグラフの開発により低屋根車とする必要がなくなったため、普通屋根車となっており、パンタグラフ搭載基数も1基となっている。当初は本番台の投入予定はなく、全車荷物車であるクモニ83 0番台の予定であったが、配置予定先からの郵便輸送対応要望で本番台が新規に設計されることとなった。800番台車と異なり車体はクモニ83 0番台を元にし、荷物室の一部を郵便室に変更しただけであるため側面窓配置は大きく異なる。郵便室は郵袋室と区分室が一体であり、区分棚部分に高所の採光窓がないのが特徴的である。新旧自動切換装置を改造当初より搭載している。後年一部車両は50番台同様の両わたり化を実施しているが理由は不明とされる。
他同様改造が外部車両メーカー(富士重工業)に委託されたものが多数である。1974年改造車は、大井工場・長野工場改造分ともに、実際の工事は外部車両メーカー(富士重工業)に委託された。
50番台
50番台（82050, 82051。1974年改造）は、両毛線における郵便荷物車の特殊な運用に対応するため、引き通しを両わたりとした。当初パンタグラフは1基搭載で荷物室側は準備工事であったが、1976年に2基搭載にされた。0番台同様PS23形を搭載する。車体は0番台と同様である。新旧自動切換装置を改造当初より搭載している。
番号の新旧対照は、次のとおり。
- クモユニ82800 ← モハ72221 MO
- クモユニ82801 ← モハ72296 HM
- クモユニ82802 ← モハ72236 HM
- クモユニ82000 ← モハ72030 OY
- クモユニ82001 ← モハ72068 OY
- クモユニ82002 ← モハ72263 OY
- クモユニ82003 ← クモハ73060 OY
- クモユニ82004 ← クモハ73177 OY
- クモユニ82005 ← モハ72028 NN
- クモユニ82050 ← クモハ73113 OY
- クモユニ82051 ← クモハ73241 OY

#### クモニ83形

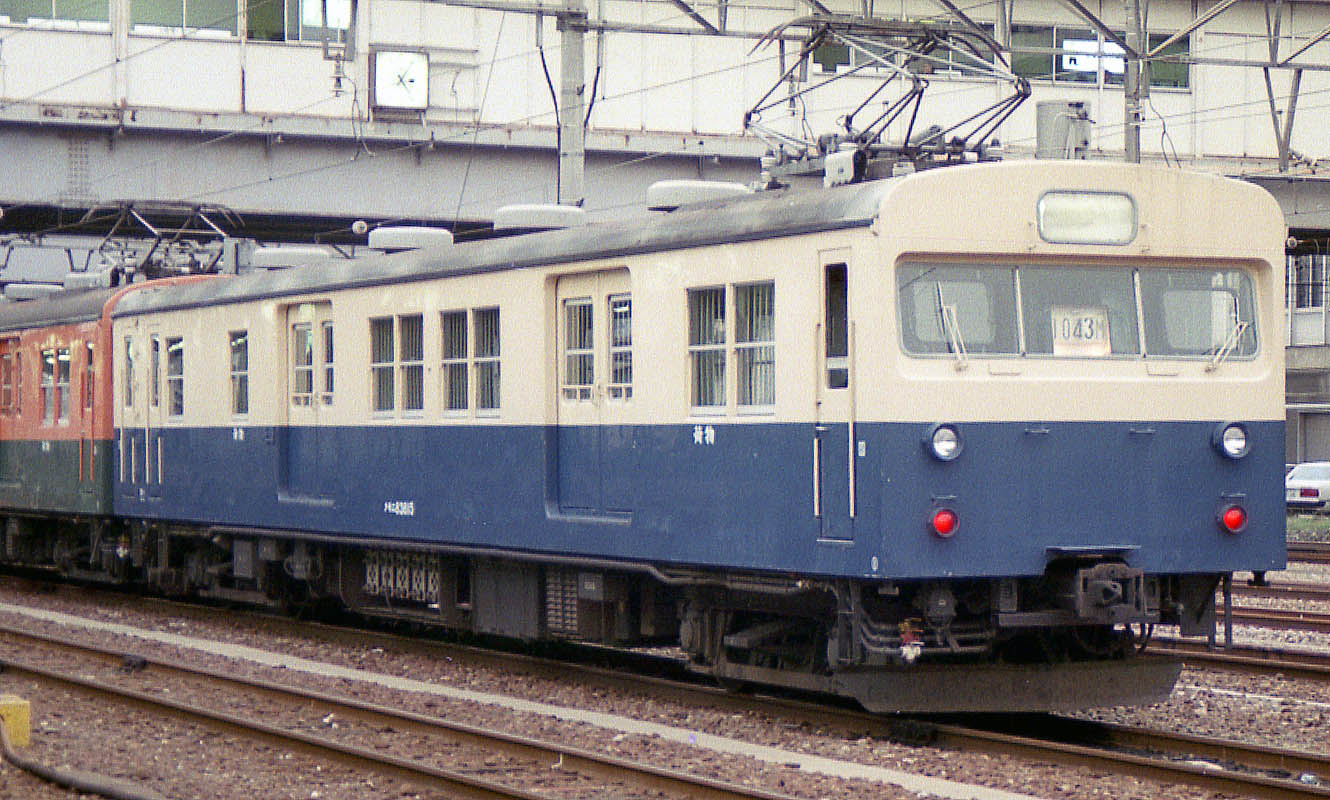
クモニ83815

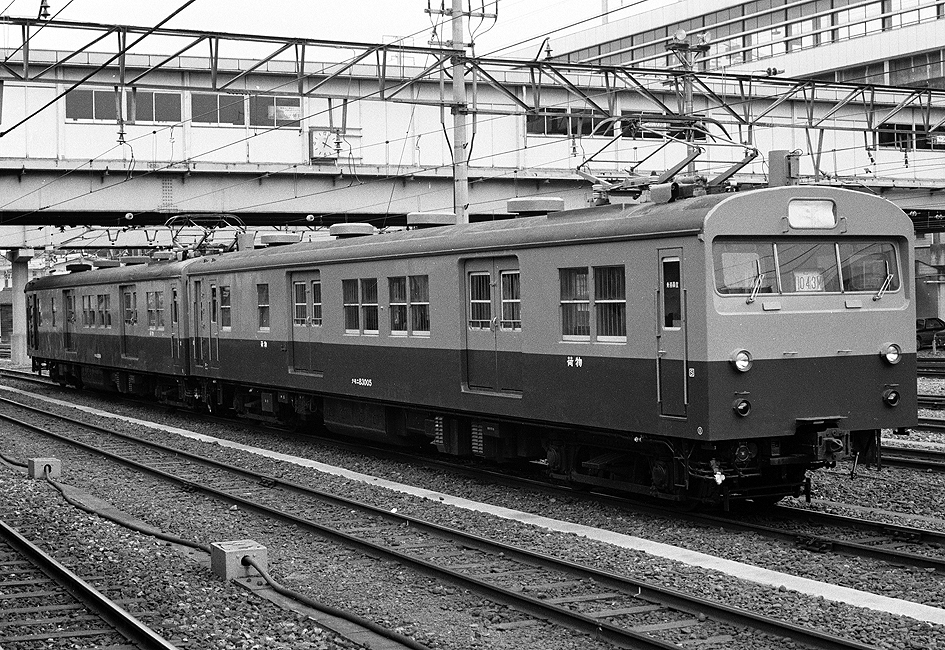
クモニ83005（1984年、姫路駅）

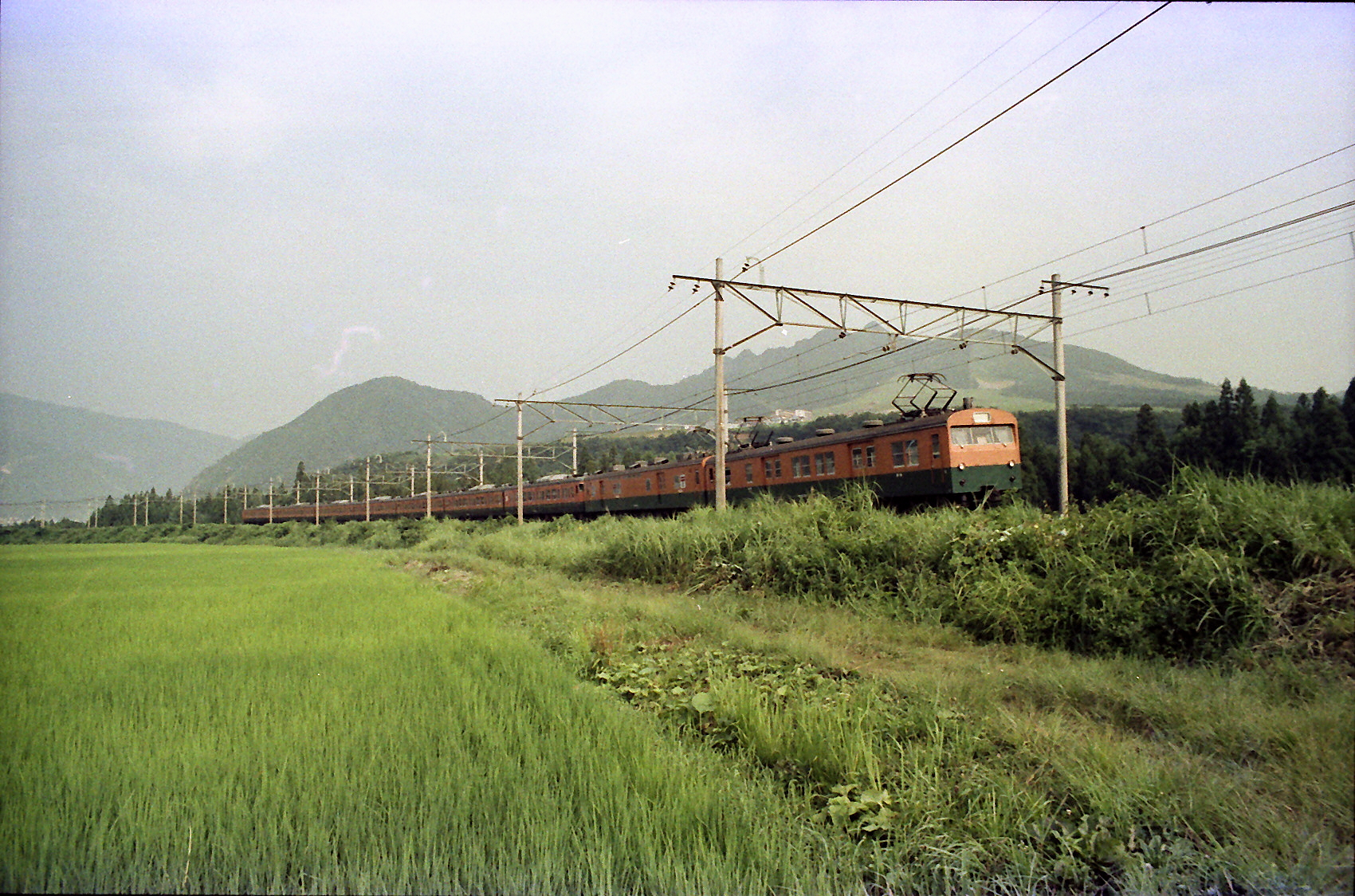
パンタグラフ2基搭載車（次位はクモユ141。1978年、越後中里 - 岩原スキー場前間）

クモニ83形は、新性能電車との併結を目的とした荷物専用車で、クモハ73形・モハ72形を改造して登場した車両である。なお、クモニ83形にはこれ以外にもクモユニ81形改造の100番台車（こちらは新性能電車との併結不可）が存在するが、本項では省略する（80系電車の項参照）。
800番台
800番台（83800 - 83820。1966年 - 1973年改造）は、まず中央本線115系併結用として登場した。その後、幹線の電化が進み荷物車の必要が生じたため、どの線区へも使用可能ということで800番台が追加改造され、一部は山陽本線にも配属された。大井工場改造の83800 - 83805は、雨樋が115系に合わせて他車より高い位置に設置されたほか、窓隅がカーブしている。83806以降の雨樋は普通形になっており、83813からはパンタグラフは1基搭載（2基搭載車ものちに一部1基撤去）、窓隅も角型に変わった。新旧自動切換装置は当時開発前であり、開発後に増備の83818以降は改造時から搭載、他は後年改造を受け搭載した(外観上はジャンパ栓の交換(KE58x2をKE70-9に)で識別される)が、未搭載のままであった車両(83805→クヤ497-1)もある。
0番台
0番台（83000 - 83029。1967年 - 1975年改造）は、1967年に上越線の電車置換え用として登場した。クモユ141形とコンビを組んで使用されたほか、他の路線でも使用された。
パンタグラフは83000 - 83004が2基搭載、83005以降は貴重品室側には搭載せず、1基搭載（83000 - 83004についても、一部はのちに1基撤去）となった。1974年以降改造の83026 - 83029は、パンタグラフが狭小限界トンネルに対応したPS23形に変更されている。こちらは上越線と中央東線向けに投入されたグループで改造は国鉄工場となっているが、外部委託メーカーである富士重工業宇都宮製作所が製作を行ったことで、構造上当時製造中であった115系300番台に準拠している部分があった。富士重工業は国鉄向け電車の製造指定メーカーではない（客車と気動車と貨車のみ）ため、銘板には「富士重工」とは書かれていない。新旧自動切換装置はクモユ141形と本区分番台向けに開発され、当初から搭載した初の形式・区分番台である。
番号の新旧対照は、次のとおり。
- クモニ83800 ← モハ72275 OY
- クモニ83801 ← モハ72222 OY
- クモニ83802 ← モハ72283 OY
- クモニ83803 ← モハ72282 OY
- クモニ83804 ← モハ72075 OY
- クモニ83805 ← モハ72274 OY
- クモニ83806 ← モハ72020 OY
- クモニ83807 ← モハ72216 TT
- クモニ83808 ← モハ72281 TT
- クモニ83809 ← モハ72200 TT
- クモニ83810 ← モハ72317 TT
- クモニ83811 ← モハ72237 MO
- クモニ83812 ← モハ72295 MO
- クモニ83813 ← モハ72128 MO
- クモニ83814 ← モハ72234 MO
- クモニ83815 ← モハ72242 MO
- クモニ83816 ← モハ72243 MO
- クモニ83817 ← モハ72302 MO
- クモニ83818 ← モハ72240 NN
- クモニ83819 ← モハ72045 KY
- クモニ83820 ← モハ72011 KY
- クモニ83000 ← モハ72104 MO
- クモニ83001 ← モハ72119 MO
- クモニ83002 ← モハ72125 TT
- クモニ83003 ← モハ72154 TT
- クモニ83004 ← モハ72262 TT
- クモニ83005 ← モハ72098 MO
- クモニ83006 ← モハ72107 MO
- クモニ83007 ← モハ72206 MO
- クモニ83008 ← モハ72245 TT
- クモニ83009 ← モハ72266 TT
- クモニ83010 ← モハ72288 MO
- クモニ83011 ← モハ72307 TT
- クモニ83012 ← モハ72124 HM
- クモニ83013 ← モハ72229 HM
- クモニ83014 ← モハ72260 HM
- クモニ83015 ← モハ72271 HM
- クモニ83016 ← モハ72144 TT
- クモニ83017 ← モハ72257 TT
- クモニ83018 ← モハ72273 TT
- クモニ83019 ← モハ72303 TT
- クモニ83020 ← モハ72270 TT
- クモニ83021 ← モハ72277 HB
- クモニ83022 ← モハ72059 KY(F)
- クモニ83023 ← モハ73078 KY(F)
- クモニ83024 ← クモハ73096 KY(F)
- クモニ83025 ← クモハ73100 KY(F)
- クモニ83026 ← クモハ73164 OY(F)
- クモニ83027 ← クモハ73227 OY(F)
- クモニ83028 ← クモハ73261 OY(F)
- クモニ83029 ← クモハ73056 NN(F)

#### クモハユ74形
クモハユ74形は、房総西線木更津駅 - 千倉駅間電化に際し、1969年にモハ72形の改造で3両製作された。
本形式は、他のモハ72形改造荷物車・郵便荷物合造車と異なり、車体の載せ替えを行わず、旧構体をそのまま流用、両端に運転室を増設して両運転台化した。側面は、前位1/3を占める郵便室部分は車内に仕分け棚が設置されたため窓がすべて埋められているが、残りの部分は旧車体そのままの3段窓4ドアで種車の面影を残している。正面は貫通式高運転台で、前照灯は窓下にシールドビーム2灯だった。前が郵便室、後が客室という半分ずつの合造 だが、実際には客扱いはほとんど行われずに荷物車代用として用いられた。クモハユ74001のみは、当初クモハ74形で竣工し、座席の上に可動式区分棚を設置する構造で、郵便室部分の窓もそのまま残されていたが、再入場・改造のうえ改めてクモハユとして竣工している。房総地区では1978年まで使用され、全車大船電車区へ転出。事業車代用や東海道貨物線の訓練運転用に使用された後、1981年までに全車廃車となった。新旧自動切換装置を改造当初より搭載している。房総全線電化時に両わたり化改造を行っている。
- クモハユ74001 ← クモハ74001 ← モハ72141 KY
- クモハユ74002 ← モハ72308 KY
- クモハユ74003 ← モハ72159 KY[注釈 14]

### 荷物車から旅客車への改造車

#### クモハ84形

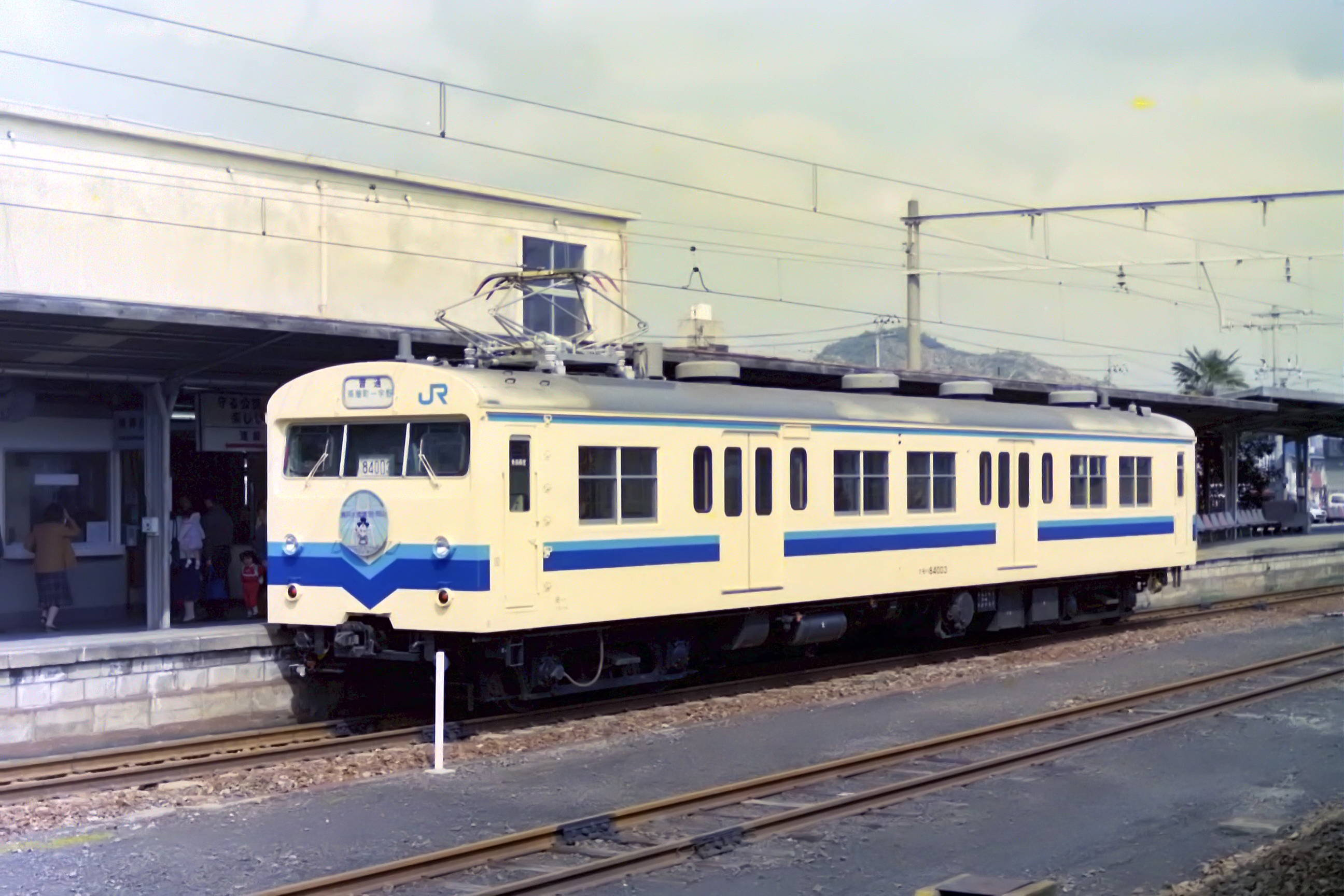
クモハ84003
1988年　宇野駅

クモハ84形は、クモニ83形のうち保留車としてJR西日本が引き継いだ3両 を、1988年2月に幡生車両所で旅客車仕様に改造した車両である。これは国鉄旧形電車の系譜における最後の新形式であり、吊り掛け式駆動機構の電車としてはJR移行後唯一の新形式でもある。瀬戸大橋線開業に伴って四国連絡ルートからローカル線となる宇野線茶屋町 - 宇野間向けに改造された。
荷物車時代の鋼体を最大限生かすため、荷物車時代に扉があった2か所に両開き扉を設け、扉の間には上段下降・下段上昇窓を設けた。車体塗装は薄黄色地（黄6号）に213系に準じた青色（青23号）・スカイブルー（青26号）の帯に改められた。車内はオールロングシートで、定員は136名（座席58名）とされた。冷房装置は設置されなかった。
主として本四備讃線（瀬戸大橋線）開業後、支線的になっていた宇野線茶屋町駅 - 宇野駅間の折り返し、ならびに瀬戸大橋線茶屋町駅 - 児島駅間の折り返しの運用で用いられたが、入出庫をかねて宇野線岡山駅 - 茶屋町駅間でも使用された。また宇野線では快速にも運用されており、JRでは定期列車として通過運転を行う最後の旧形電車となった。
同線での高速運転による過負荷 とも相まって、機器類の老朽化による故障が多発し、1995年7月11日をもって定期運転から引退し同年7月23日にさよなら運転を実施、1996年に廃車となった。番号の新旧対照は次のとおり。
- クモハ84001 ← クモニ83005 ← モハ72098 ← モハ63434
- クモハ84002 ← クモニ83026 ← クモハ73164 ← モハ63770
- クモハ84003 ← クモニ83027 ← クモハ73227 ← モハ63235

### 事業用車への改造車
72系は車両数自体が多かったことやモーター出力に余裕があったことなどから、事業用車両改造の種車としてもしばしば用いられた。この節では、事業用車両に改造された車両について解説する。

#### クモヤ491形→クモハ491形
1958年（昭和33年）2月および3月、仙山線の仙台 - 作並間の交流電化と作並 - 山寺間の直流電化を直通する試作交直流電車としてモハ73形2両 (73033, 73050) が大井工場および吹田工場で日本で最初の交流直流両用電車（直流1500V、交流20000V・50Hz）に改造された。電動車は屋根上のパンタグラフが撤去され、相棒の制御車は伊那電気鉄道からのクハ5900形 (5900, 5901) とし、A編成のモハ73033+クハ5901、B編成のモハ73050+クハ5900、で編成した。塗装は、モハ73形が茶色一色にクリーム色の帯が車体裾に引かれたもの、クハ5900形は幕板と腰板を小豆色、窓周りをクリーム色に塗り分けた。また、1959年6月の称号規程改正により、モハ73形の2両はクモヤ491形に、クハ5900形の2両はクヤ490形に改称され、モハ73033+クハ5901はクモヤ491-12+クヤ490-11となり、モハ73050+クハ5900はクモヤ491-11+クヤ490-1となった。
この電車は、クモヤ491が制御電動車でモハ73形で使用されていた142kwのMT40B形を改造した4個の主電動機を2つの台車に、制御装置と抵抗器を床下にそれぞれ搭載しており、クヤ490が制御車で屋根上に交直両用のパンタグラフ・空気遮断器・交直切替器を、床下に主変圧器・水銀整流器・交直転換器・直流リアクトルをそれぞれ搭載しており、交直の切替は車上切替方式を採用していた。クモヤ491をM車、クヤ490をD車（電源車）と呼称され2両でユニットを組んでおり、直流区間では、架線からの電源が、交流区間では、主変圧器・水銀整流器により降圧・整流された直流電源が制御車を介して制御電動車に入り、制御電動車の制御装置と主抵抗器を介して抵抗制御で電動機を制御する構成となっており、制御電動車とユニットを組む制御車から電源の供給を受ける方式であった、また、A編成とB編成では搭載されている主変圧器と水銀整流器が異なっており、主変圧器はA編成では外鉄形、B編成では内鉄形で、水銀整流器はA編成では三菱電機のイグナイトロン、B編成では日立製作所のエキサイトロンがそれぞれ搭載されていた。水銀整流器は水銀を入れた真空タンクを加熱させて発生させた水銀蒸気の作用で整流する方式であったため、温度制御の取扱いが極めて厄介であり、出庫時に水銀整流器の予熱などで数10分の時間がかかっていたが、その後に予熱が不要で耐電圧性や容積が優れたシリコン整流器が三菱電機・日立製作所・東芝の3社で製作され、1958年（昭和33年）11月に両編成に仮設で搭載され性能試験が行われた。この時のシリコン整流器の素子には日立製作所・東芝製がGE社製、三菱電機がウェスチングハウス社製の外国のメーカーのものが使用されていたが、翌年の1959年（昭和34年）にはこの素子の国産化ができるようになり、水銀整流器に代わる形で搭載されて長期の耐久試験が行われた。
試験終了後は試験を行っていた仙山線で営業運転を行うこととなり、1960年10月に営業用に改造された。クモヤ491形は総括制御装置が設置されたほか、車体後方に機械室・トイレを設置し、中間の2か所の扉は締め切られてその部分にも座席および吊り革が設置された。また、両端部の扉は半自動化され、扉の下には自動ステップが取り付けられた。車体の塗装も、小豆色（赤13号）とクリーム4号の交直流電車標準塗装となった。これにより、クモヤ491形はクモハ491形に、クヤ490形はクハ490形に形式を改めた。仙山線では、同年11月から臨時列車で使用されたが、1966年2月に廃車となった。

#### クモヤ92形
クモヤ92形は、1958年に教習制御電動車として大井工場でモハ73055から改造された。改造当初はモヤ4600形と称したが、1959年6月の称号規程改正により、クモヤ92形 (92000) と改称された。
教習用として改造され、室内床上に遮断器、主制御器、界磁接触器、電動発電機、空気圧縮機が設置されており、走行中の動作を観察できるようになっていた。また床にはガラス窓部分が有り、床上に設置できない制動装置等の動作を観察できるようになっていた。車体は前面非貫通で、妻面上部に前照灯が埋め込まれている。側扉は中央の2か所が埋められ、4か所から2か所に減らされている。
改造後は1983年の廃車まで中央鉄道学園で使用されていた。

#### クモヤ90形

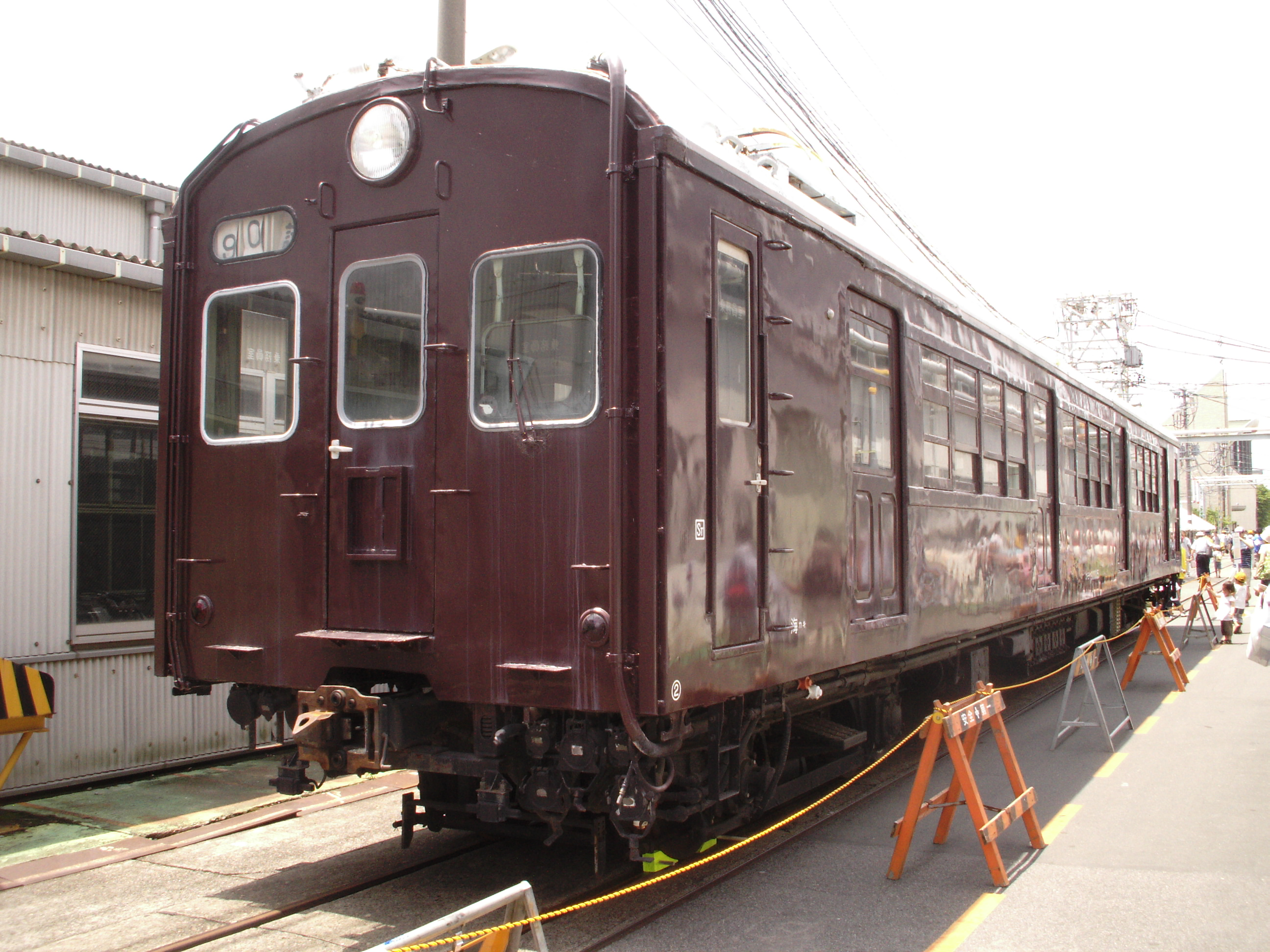
クモヤ90005。原型に復元前の姿

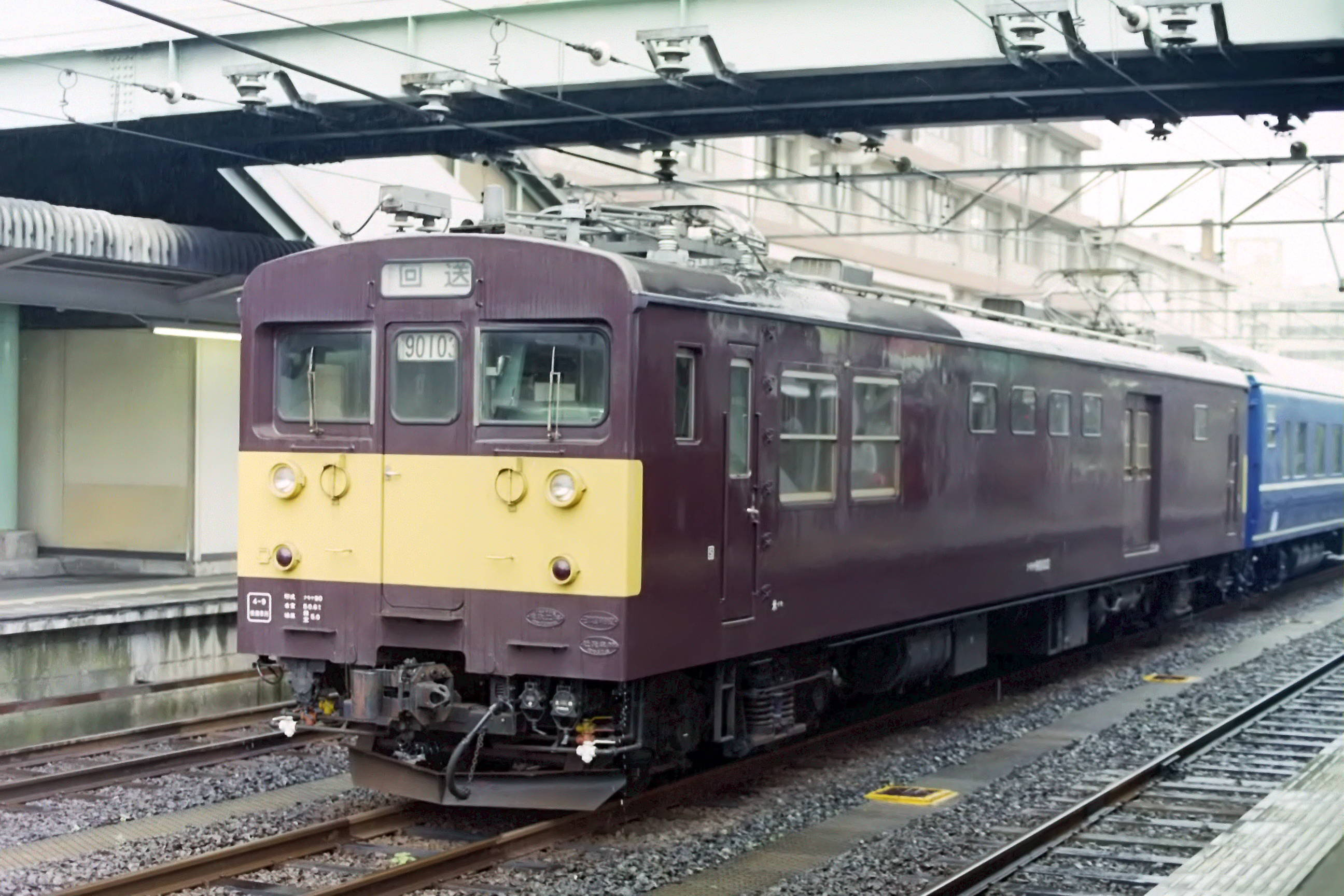
クモヤ90103

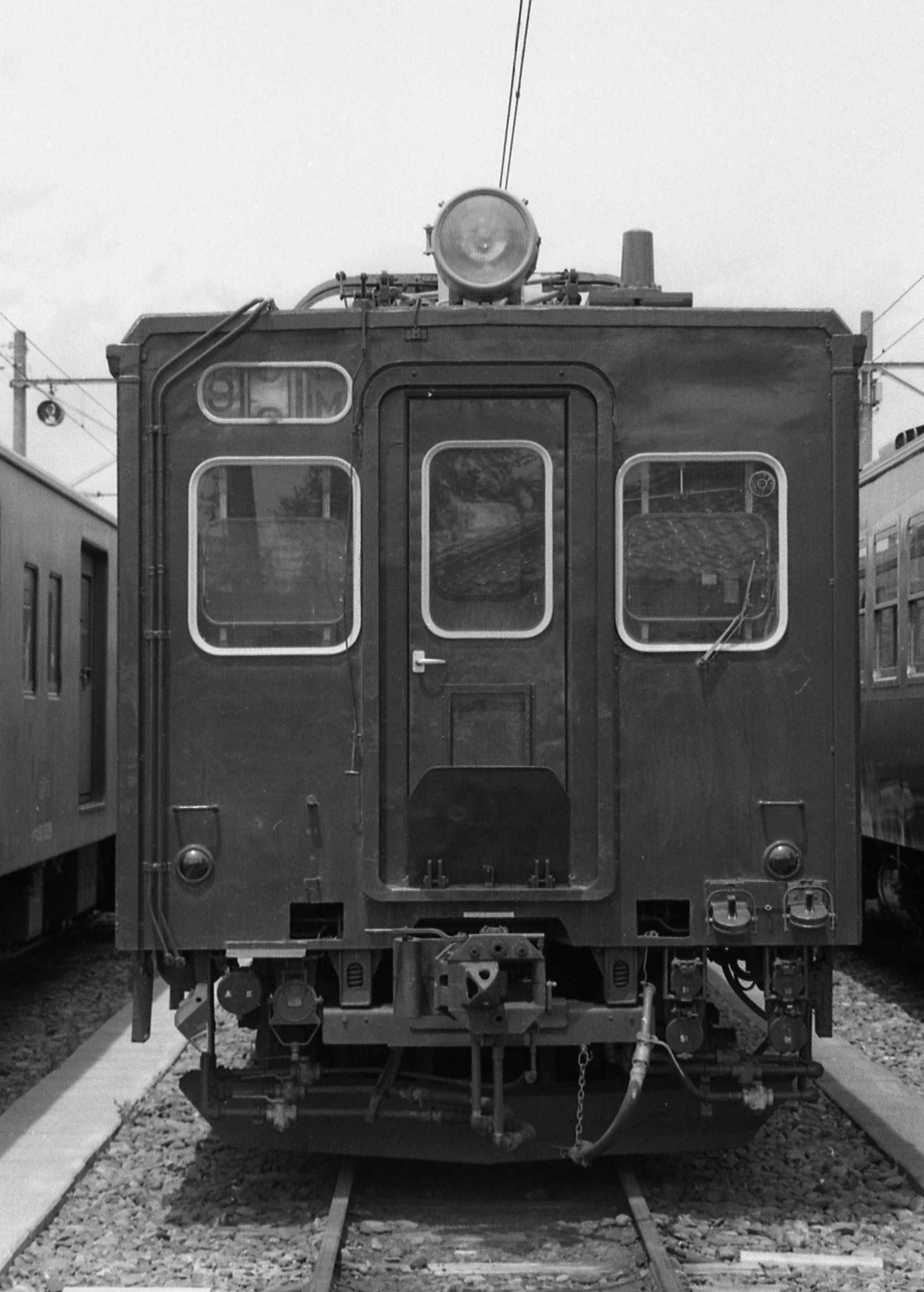
クモヤ90800番台

クモヤ90形は、1960年代以降、余剰となっていたモハ72形をベースとして製作された。車両基地内での入換や、回送時の牽引車・控車などに充当されたもので、国鉄工場での改造により36両が製作された。
- 0番台（90000 - 90022 1966年 - 1969年改造）は、旧63系改造車をベースとしたもので、2段窓化された90001を除き、両運転台化を施された以外は比較的原型を保っていた。本元の63系などが活躍した首都圏・中京・京阪神向けに配属されたが、ATC化の煽りや新性能化などで地方基地への転属や廃車が相次いだ。特に山手線区内ではATC化でクモヤ143形が配属されるとまもなく追われる事となり品川・池袋・蒲田・松戸・大船などに配属された車両がATC装置がない陸前原ノ町・長岡・豊田・武蔵小金井・三鷹・中原・小山・新前橋・国府津・松本・沼津・静岡・神領・大垣・森ノ宮・明石・日根野・奈良・網干・岡山・広島・下関の各区所へと転属している。後述の50番台同様、新性能電車の投入によりブレーキ系統の新旧読替機構を追加工事を受けた車両も多い。ATC区間から追われて、特に東海・西日本地域への転属が多かった地域より順次101系改造のクモヤ145形へ置き換えられて国鉄末期には静岡所の90005と長野所の800を残して廃車された。
- 50番台（90051 - 90055 1970年 - 1971年改造）は、0番台と同様な仕様だが、ブレーキ系統の新旧読替機構（自動ブレーキ・電磁直通ブレーキ）を追加して保安性を向上したタイプである。
- 100番台のうち90101（1970年改造）は50番台と同仕様だが、新潟地区での運用に備え、耐寒耐雪仕様となっている。新潟運転所に配属された90101は主に新津車両所への検査入出場の回送控え車として活躍した。当時の国鉄は編成単位ではなく車両単位(MMユニットまたはT,Tc車など)で検査を行っていたので、MMユニット車に関しては後位にクモニ83形を連結していた。
- 100番台の90102以降および200番台（90102 - 90105, 90201, 90202。1979年 - 1980年改造）は、走行機器・台枠をDT20形台車を装備するモハ72形新製車の末期形から流用、新性能牽引車クモヤ145形同等の車体（塗装は他の旧形電車と同じぶどう色2号で、正面に黄5号の警戒色を追加）を載せた車両である。パンタグラフはPS16形（90102はPS23A形）を搭載する。ブレーキ制御装置も、当時新製されていた近郊形・特急形電車と同様のユニット式に改められている。100番台と200番台の差はジャンパ栓仕様の違い程度である。
- 800番台は中央本線系統の小断面トンネルに対応した低屋根仕様車。90801（1970年改造）は90101同様の旧63形改造・耐寒耐雪仕様で、前照灯を窓下配置のシールドビーム2灯形とされたのが特徴。屋根全体が一般型より240mm低い。90802 - 90805（1975年 - 1978年改造）はクモヤ90形0番台の改造車で、パンタグラフ部分のみを低屋根とし、低屋根部はヘッドライトを屋根上配置とした。また90803は大糸線での冬季の架線霜取用として前後にパンタグラフを搭載したため、凸形の特異な屋根形状となった。

番号の新旧対照は次のとおり。
- クモヤ90000 ← モハ72217 OY
- クモヤ90001 ← モハ72250 OY
- クモヤ90002 ← モハ72137 OY
- クモヤ90003 ← モハ72053 KY
- クモヤ90004 ← モハ72064 KY
- クモヤ90005 ← モハ72258 KY
- クモヤ90006 ← モハ72286 KY
- クモヤ90007 ← モハ72300 KY
- クモヤ90008 ← モハ72301 KY
- クモヤ90009 ← モハ72039 OY
- クモヤ90010 ← モハ72139 OY
- クモヤ90011 ← モハ72179 OY
- クモヤ90012 ← モハ72272 OY
- クモヤ90013 ← モハ72297 OY
- クモヤ90014 ← モハ72314 OY
- クモヤ90015 ← モハ72120 HB
- クモヤ90016 ← モハ72298 HB
- クモヤ90017 ← モハ72173 HM
- クモヤ90018 ← モハ72225 KY
- クモヤ90019 ← モハ72152 KY
- クモヤ90020 ← モハ72268 HM
- クモヤ90021 ← モハ72316 KY
- クモヤ90022 ← モハ72091 KY
- クモヤ90051 ← モハ72043 NN
- クモヤ90052 ← モハ72058 NN
- クモヤ90053 ← モハ72261 KY
- クモヤ90054 ← モハ72232 KY
- クモヤ90055 ← モハ72248 KY
- クモヤ90101 ← モハ72259 KY
- クモヤ90102 ← モハ72694 KY
- クモヤ90103 ← モハ72934 TT
- クモヤ90104 ← モハ72673 HB
- クモヤ90105 ← モハ72684 HB
- クモヤ90201 ← モハ72715 KY
- クモヤ90202 ← モハ72706 KY
- クモヤ90801 ← モハ72312 NN
- クモヤ90802 ← クモヤ90003 NN
- クモヤ90803 ← クモヤ90015 NN
- クモヤ90804 ← クモヤ90020 NN
- クモヤ90805 ← クモヤ90010 NN

牽引用などの用途で、国鉄分割民営化後は東日本旅客鉄道（JR東日本）に800番台3両、東海旅客鉄道（JR東海）に0番台1両・50番台1両、100番台1両、西日本旅客鉄道（JR西日本）に0番台2両・100番台3両・200番台2両が承継されたが、2002年までに廃車となり形式消滅している。
JR東海に所属していたクモヤ90005は、廃車後もJR東海浜松工場で静態保存されていたが、2011年3月14日開館のリニア・鉄道館での展示対象に選ばれ、原型であるモハ63638に復元された上で展示されている。

#### クモヤ91形

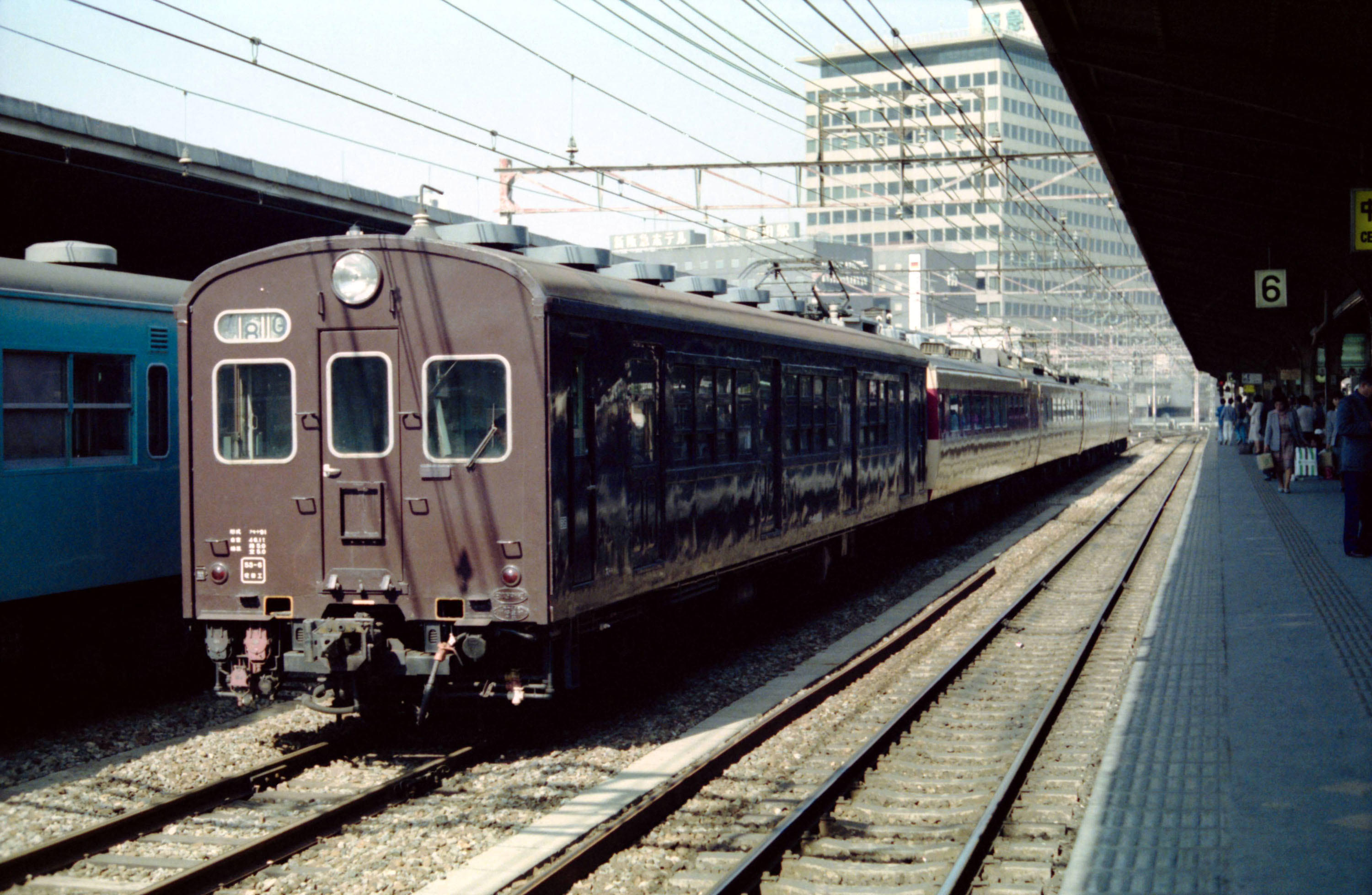
クモヤ91形（1980年 大阪駅）

クモヤ91形は、クモヤ90形をベースに直流電化区間では制御電動車、交流電化区間では制御車として使用できるようにしたもので、屋根に静電アンテナを設置しているのが特徴である。モハ72形を種車として、1968年に4両 (91000 - 91003) が製作された。番号の新旧対照は次のとおりである。
- クモヤ91000 ← モハ72134 KY
- クモヤ91001 ← モハ72238 ST
- クモヤ91002 ← モハ72269 KY
- クモヤ91003 ← モハ72279 ST

国鉄分割民営化に際しては、JR西日本に2両（クモヤ91001・クモヤ91002）が承継されたが、1999年に廃車となった。

#### クモヤ740形

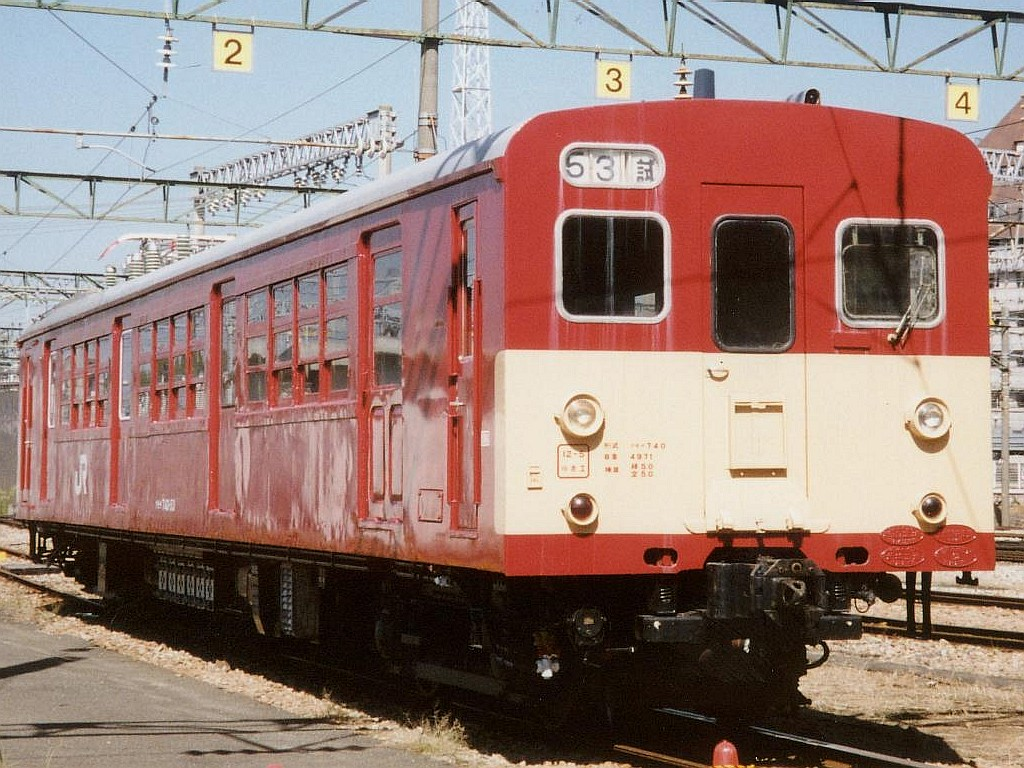
クモヤ740-53（JR九州承継車、現在は廃車）

交流電化区間が増えてきたため、1969年3月および翌1970年4月に製作された交流20,000V専用の牽引車で、暖地向け0番台2両、寒地向け50番台3両の計5両が、郡山工場でモハ72形から改造された。
1969年製の4両は、当初クモヤ792形を称していたが、1970年4月に現形式に改称された。なお、1970年に製作されたクモヤ740-53は、クモヤ792形を経ずに直接クモヤ740形となっている。番号の新旧対照は次のとおりである。
- クモヤ740-1 ← クモヤ792-1 ← モハ72105 ← モハ63367
- クモヤ740-2 ← クモヤ792-2 ← モハ72280 ← モハ63596
- クモヤ740-51 ← クモヤ792-51 ← モハ72133 ← モハ63603
- クモヤ740-52 ← クモヤ792-52 ← モハ72089 ← モハ63269
- クモヤ740-53 ← モハ72161 ← モハ63365

外観はクモヤ90801と似ているが、塗装は赤2号で前部にはクリーム4号の帯が入れられたので、印象が異なる。また交直対応の機器を設置したために、一部の窓を塞いでのルーバー取付、中2つの扉の固定化、機器室部分の屋根を開閉可能とするなど独自の装備もある。なお交流専用となっているが、直流区間でも制御車として走行することができる。また高速走行時も制御車として使用される。暖地向けは南福岡区へ、寒冷地向け50番台は青森所へと配属されたが後述のクモヤ441形の配属により-53は南福岡区へ転属した。
1, 51は国鉄民営化前に廃車。2, 53は九州旅客鉄道（JR九州）に、52はJR東日本にそれぞれ承継された。東日本の52は2001年に廃車。九州では53は2005年に廃車、最後まで残った2も2008年12月24日付で廃車され、形式消滅した。

#### クモヤ440形
1970年に50/60Hz両用の交流直流両用牽引車として、モハ72形を改造して2両が製作された。先に登場したクモヤ740形と異なり、種車の時点で車体が老朽化していたため車体は新製され、種車からの流用は直流機器や下回りのみとなっている。室内は中央部に機器室が設置され、クモヤ740形と比べると交直流切り替え機器が増設されており、この部分の屋根は開閉可能となっている。クモヤ740形同様、交流区間での低速域では制御電動車、高速域では制御車として機能するが、直流区間では種車のモハ72形並の性能で自力走行可能である。塗色はクモヤ740とは異なり（塗りわけ自体は同じ）、車体全体に交直流標準色である赤13号、前面の腰部に警戒色をかねたクリーム4号が塗装されている。
当初は勝田電車区に配属されていたが、後に九州に転属となった。民営化後は2両ともJR九州に承継されたが、1990年と2002年に廃車となり、形式消滅した。
番号の新旧対照は次のとおりである。
- クモヤ440-1 ← モハ72278
- クモヤ440-2 ← モハ72304

#### クモヤ441形
1976年から1978年にかけて、モハ72形850番台 (1 - 5) 、920番台 (6, 7) を改造して7両製作された交流直流両用牽引車である。クモヤ440形同様車体は新製され、種車からの流用は直流機器や下回りのみとなっている。外観は103系1200番台を模した貫通形高運転台で、前面強化構造となっている。屋根は全体が低屋根となっているが、中央本線・身延線への入線は不可能である。室内には保守の省力化と耐雪構造という面から、特高圧機器と床下機器の一部が機器室内に収納されている。クモヤ440形と異なり、すべての交流直流両用電車と協調運転が可能で、無動力車を2両以上牽引する場合には重連運転も可能となっていた。塗色と塗り分けはクモヤ440形と同じ赤13号とクリーム4号である。
番号の新旧対照は次のとおりである。
- クモヤ441-1 ← モハ72862
- クモヤ441-2 ← モハ72864
- クモヤ441-3 ← モハ72852
- クモヤ441-4 ← モハ72853
- クモヤ441-5 ← モハ72857
- クモヤ441-6 ← モハ72923
- クモヤ441-7 ← モハ72935

全7両がJRへ承継されたが（JR東日本に6両、JR西日本に1両）、最後まで残っていた秋田車両センター（現・秋田総合車両センター南秋田センター）所属の1と青森車両センター（現・盛岡車両センター青森派出所）所属の4が2006年に廃車となって形式消滅した。

#### クヤ497形
1987年3月にクモニ83805の改造により製作された、鉄道総合技術研究所（鉄道総研）所有のすべり粘着試験車である。車籍は、JR東日本に編入された。詳細は、鉄道総研クヤ497形電車を参照。

### 新性能電車への改造車

#### 103系3000番台

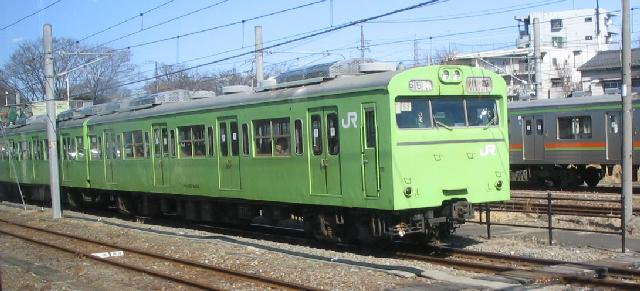
72系アコモ改良車改造の103系3000番台（拝島駅）

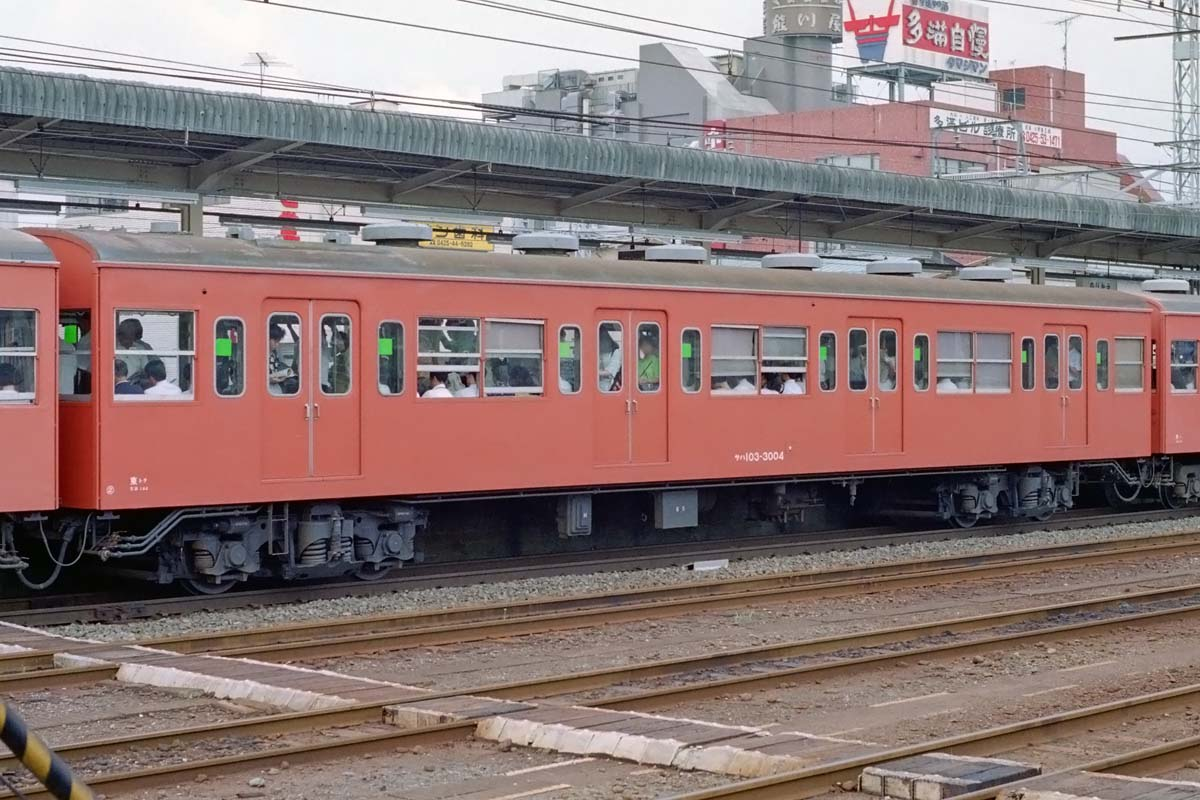
青梅線のサハ103-3004

1985年9月に埼京線が赤羽 - 大宮間で開業し、同時に電化された川越線では大宮 - 川越間で埼京線と直通運転を行うこととなったが、川越 - 高麗川間には輸送需要の関係から3両編成の電車が投入されることになった。1984年に運用を終了していた仙石線のアコモデーション改良車72系970番台は新性能電車103系並みの車体であり、改造からの時期の浅さや当時の国鉄の財政事情などを考慮した結果、この車体を利用して103系の機器類を設置し103系に編入することとなった。
川越線向けにはクハ79形600番台全車とモハ72形970番台5両の15両が103系3000番台に編入され、3両編成5本が改造された。モハ72形970番台のパンタグラフ台が流用された関係から中間車がモハ103形となり、ユニットを組む制御電動車はクモハ102形となった。モハ103形のパンタグラフは種車と搭載位置は変わらず、ユニット外側（クハ側）に搭載された。床下機器類の配置も0番台と逆位置となる。制御器をはじめとする機器は新品としたが、工場予備品の見直しで発生した103系の電装部品・台車を使用するなど機器・部品の有効活用が行われた。
運転室扉直後の戸袋には仙石線時代よりタブレット衝突保護板が設置されていたが、一部は保護板を撤去し埋め込まれた。仙石線時代の検査担当であった郡山工場へ機関車牽引で配給回送される際に用いられた外吊式の標識灯掛けフックは、後に一部車両からは撤去された。冷房化改造・側面行先表示機の搭載は、経費の都合で見送られた。72系時代からのTK8形半自動扉が継続使用された。半自動用の取手には小型埋込式、大型外付式の2種類の形状が存在し、両方を装備する車両も存在した。台車は1985年の集中台検の廃止、および工場の予備品見直しにより捻出したDT33形台車を電動車に搭載し、クハ103形には101系廃車発生品のDT21T形が搭載された。台車中心間距離は72系時代と変わらず13,600 mm（一般の103系は13,800 mm）である。
主電動機は103系標準品のMT55Aである。電動発電機 (MG) は、モハ72形のMH97A-DM61Aをクモハ102形に流用した。冷却風は主電動機・MGともフィルタ箱を設けて直接採風する方式が採用されたため、モハ72形時代からの車体側面の風道・取入口はモハ103形への改造時に1両を除いて埋め込まれた。
翌1986年（昭和61年）には青梅線の増結用3両編成が4両編成化されることになり、休車となっていたモハ72形970番台5両がサハ103形3000番台に改造された。台車は101系廃車発生品のDT21TまたはTR64となり、側面の空気取入口や床の主電動機点検蓋は埋め込まれている。パンタグラフは撤去されたが、パンタグラフ台は残された。オレンジバーミリオン（朱色1号）に塗装され豊田電車区配置となり、3両編成に組み込まれて4両編成化された。
国鉄分割民営化ではJR東日本に継承された。1990年度より冷房化改造が実施され、集約分散式冷房装置のAU712形（冷房能力24.42 kW ≒ 21,000 kcal/h×2基）と冷房電源のSC24形インバータ（定格容量28 kVA・VVVF制御）を各車の屋根に搭載した。1996年（平成8年）には、八高線八王子 - 高麗川間の電化完成に伴い同線でも運用開始されるとともに、輸送力増強と新たに投入された103系0番台改造の3500番台、209系3000番台と編成を合わせることから、サハ103形3000番台を川越線用3000番台編成に組み込み、再び仙石線時代と同じ4両編成を組成した。
老朽化により205系3000番台・209系3100番台への置換えで廃車が進行し、2005年（平成17年）10月2日の「川越線電化20周年記念号」をもって運用を終了。その後もハエ53編成が予備車扱いで残存したが、11月中旬までに全車廃車・解体され区分消滅した。車端部装着の製造銘版には昭和28年（1953年）や昭和29年（1954年）など改造種車の製造年が記載され、台枠と一部機器のみとはいえオリジナルの103系よりも長命を保ち、さらにJR東日本の103系の中でも最終盤まで現役を続けたことが特筆される。
この新性能化改造による新旧番号の対照は次のとおりである。
- クモハ102-3001 ← クハ79604
- クモハ102-3002 ← クハ79606
- クモハ102-3003 ← クハ79610
- クモハ102-3004 ← クハ79608
- クモハ102-3005 ← クハ79602
- モハ103-3001 ← モハ72974
- モハ103-3002 ← モハ72972
- モハ103-3003 ← モハ72980
- モハ103-3004 ← モハ72978
- モハ103-3005 ← モハ72976
- クハ103-3001 ← クハ79609
- クハ103-3002 ← クハ79603
- クハ103-3003 ← クハ79605
- クハ103-3004 ← クハ79607
- クハ103-3005 ← クハ79601
- サハ103-3001 ← モハ72971
- サハ103-3002 ← モハ72973
- サハ103-3003 ← モハ72975
- サハ103-3004 ← モハ72977
- サハ103-3005 ← モハ72979

## 72系の運用
72系は4扉車体による圧倒的な輸送力・客扱能力を活かし、山手線・京浜東北線や中央線（中央線快速）、城東線・西成線（現：大阪環状線の前身）、片町線、京阪神緩行線など、首都圏・関西圏の通勤路線で1950年代から1970年代初頭まで広く用いられた。また、クモハ73形を使用することで最短2両編成でも走行でき、運用上小回りが効いたため、首都圏近郊の電化支線区では2 - 3両編成でも運用された。
しかし、1957年以降の高度経済成長期に入ると、72系はまず列車密度の高い中央線や、駅間距離の短い山手線等から撤退を始めた。輸送力のひっ迫した過密路線では、高い加速力と強力なブレーキ力を兼ね備えた高加減速車両を使うことで、列車の運転密度を上げる必要があった。中央線や山手線のような路線に、72系の走行性能は早期に不適となっていたのである。
72系が新性能車両に比して最も劣る点はブレーキであった。新性能電車に搭載された電磁直通ブレーキに比べ、72系の旧弊な自動空気ブレーキは反応が遅く操作も難しい。また、モーターを発電機として作動させることで制動力を得る発電ブレーキも装備されておらず、総合的な制動力は新性能車両に比べて相当に劣っていた。
また、吊り掛け駆動方式も不利に働いた。101系以降の新性能電車は、高回転モーターと超多段制御器を使うことで低速域から高い加速力を得ていたが、72系の制御器は旧形電車としては段数が多いものの、定格回転が1,000rpmに満たない低回転大出力モーターとの組み合わせでは、高い加速力を得ることは困難であった。しかし、高速走行では142kWの大出力のゆとりを活かす余地もあり、駅間距離の比較的長い京阪神緩行線などでは、限界一杯の100 km/hでの走行を行うこともあった。
主要幹線で遅い時期まで運用された例は、首都圏では1972年の常磐線、京阪神地区では1977年の阪和線や片町線とされる。首都圏の通勤路線で最後まで72系が運用されたのは、1980年引退の鶴見線であった。72系に限らず、旧形国電の1970年代中期以降における急激な退役は、車両の老朽化による故障多発と、旧形電車の検査周期が新性能電車と比較して3分の1と短く、コストが嵩むことが原因であった。
大都市での用途を失った72系は1960年代後半以降、新たに電化された御殿場線や房総地区、呉線等に、また17m旧形国電置き換え用として仙石線や可部線に転用された例もあった。この際、御殿場線と呉線で使用される一部のクハ79形・サハ78形にはトイレが取りつけられたが、従来の気動車列車や客車列車と比較して座席数が少ない、保温が十分ではない、トイレが少ないなどの理由から、利用客には不評であった。
1980年以降の末期は、可部線と富山港線での運用が残存していたほか、仙石線でアコモデーション改良車が運用されていたが、可部線からは1984年、仙石線と富山港線からは1985年に撤退し、これをもって72系は全車両が一般営業から退いた。

### 東京都心線区
72系は63系改造・72系としての新製を含めて増備され、京浜東北線や中央線、総武線、山手線、常磐線ほか各線に投入された。都心線区では101系ほか新性能電車の投入により順次置き換えられたが、京浜東北線や常磐線では1970年代まで残存していた。

#### 山手線
山手線では17m級車が戦後も長らく使用されていたが、輸送力増強のため20m級の63系や72系への置き換えが進められた。田端駅 - 東京駅 - 品川駅間では京浜東北線と線路を共用していたが、東海道本線全線電化と同時の1956年11月19日に両線の運転線路が分離された。
1961年よりカナリアイエローの101系が投入されて72系ほか旧型車を置き換え、続いて1963年からはウグイス色の103系が投入されて101系を置き換えた。赤羽線では72系が残っていたが、1967年に101系に置き換えられた。

#### 京浜東北線
京浜東北線では63系配置による輸送量増強と1951年の桜木町事故を経て、72系への統一が順次実施された。1956年11月19日には線路を共用していた山手線と運転線路が分離された。1964年に開業した根岸線にも乗り入れたが、1965年からスカイブルーの103系への置き換えが開始され、1971年に運用を終了した。

#### 中央線急行電車
中央本線の急行電車（後の中央線快速）は63系が優先的に投入され、72系も引き続き投入された。1956年には全金属車の72系920番台も投入されている。1957年より新性能電車のモハ90系（後の101系）の増備で置き換えられ、72系は1961年までに中央線快速での運用を終了し、青梅線・南武線などに転用された。

#### 中央・総武緩行線
中央・総武緩行線ではモハ40系など3扉車から4扉の72系に置き換えられ、1960年代には72系は基本6両・付属2両の8両編成で運転されていた。その後はカナリアイエローの101系が投入され、1969年までに置き換えられた。

#### 常磐線
常磐線では上野口の直流電化区間で使用され、最長で10両編成を組成していた。1949年には取手駅まで直流電化が延伸され、1954年から1956年までは山手線・京浜東北線の有楽町駅への乗り入れが実施されていた。
1967年からはエメラルドグリーンの103系の投入が開始された。1971年には複々線化により常磐緩行線が開業して上野駅発着の直流電車は常磐快速線となったが、快速線の103系を緩行線への転移を見込んで10両編成から8両編成に短縮したものの快速線が混雑したため、72系による特発列車が運転された。首都圏の主要線区では最後まで72系が残り、1972年に運用を終了した。

### 関東・東北地区

#### 南武線
南武線には都心線区の新性能化で余剰となった72系が転入し、17m級車や戦前製3扉車が置き換えられた。1972年から101系が投入され、1978年に支線を除いて旧性能車の営業運転が終了した。

#### 横浜線

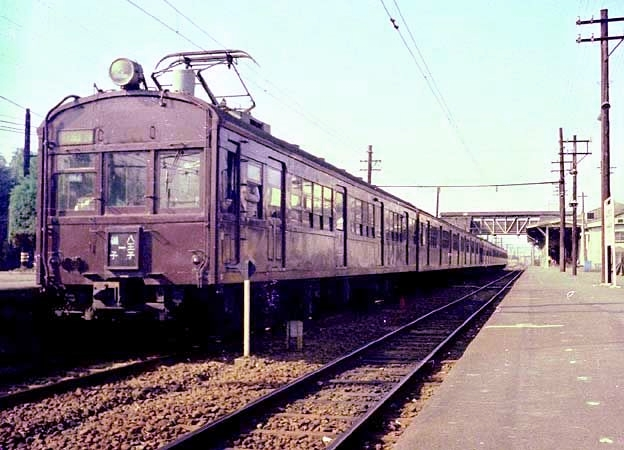
横浜線の72系（原町田駅、1977年）

横浜線は3扉車が主体であったが、1970年代には72系に統一された。京浜東北線の新性能化後も横浜線の72系が京浜東北線に乗り入れていたが、1979年に横浜線用72系の運用を終了した。

#### 青梅・五日市線
青梅・五日市線では1962年より72系が転用され、17m級車が置き換えられた。103系の転入により1978年に運用を終了した。

#### 鶴見線

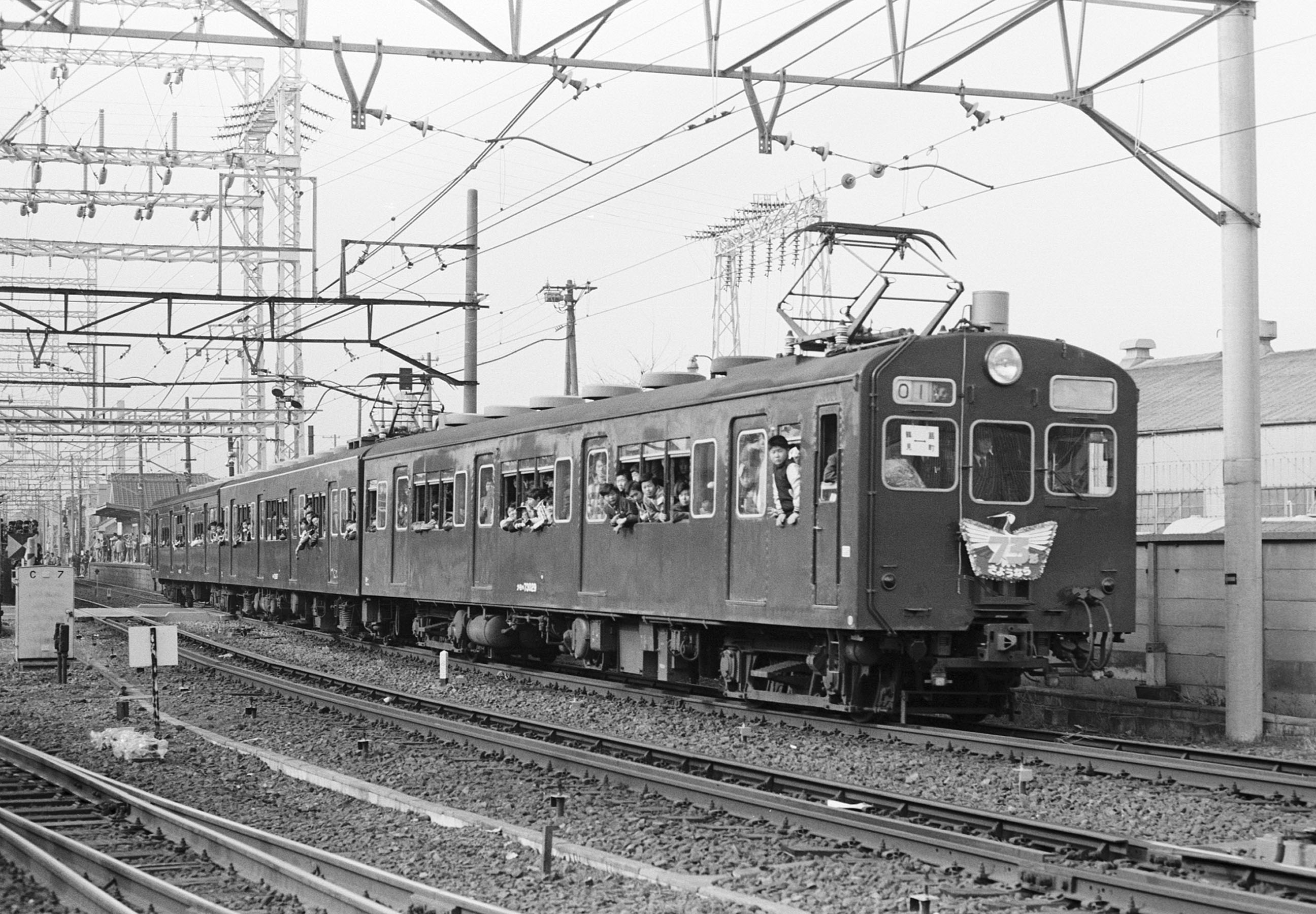
鶴見線の72系さよなら運転列車（1980年1月20日）

鶴見線には17m級車を置き換えるため1972年より72系が入線し、大川支線を除いて20m車に統一された。101系の転入により1980年1月20日を最後に72系の運用を終了し、首都圏での72系の旅客営業運用が消滅した。大川支線は17m級のクモハ12形がJR移行後の1996年まで残存した。

#### 中央東線
中央東線には低屋根の72系850番台が中野電車区に配置され、通勤列車と臨時列車に兼用されていたが、中央東線の一部列車の電車化に対応するため三鷹電車区へ転属し、新宿駅 - 甲府駅・河口湖駅間で運用されることになった。編成はトイレ付きの70系と混成の4両編成が基本で、70系の「山スカ」に対して72系は「山ゲタ」と通称された。

#### 房総地区
房総地区では1968年より順次電化された房総西線（後の内房線）で72系が運用されるようになり、その後も電化された房総各線で1977年まで運用された。

#### 上越線高崎口
1972年に常磐線、京浜東北線などから転用の72系6両が新前橋電車区に転入し、上越線高崎駅 - 水上駅間で通学時間帯の列車に使用された。

#### 仙石線
東北地区では直流電化の仙石線に1966年より転用され、17m級電車が置き換えられた。当初は国鉄気動車一般色に類似したツートンカラーであったが、1968年よりウグイス色に変更された。103系並みの車体に更新したアコモデーション改造車970番台も使用された。
103系の転入により72系一般車は1980年に運用を終了したが、アコモデーション改造車は1984年まで運用された。

### 中部・北陸地区

#### 御殿場線
御殿場線へは1968年の電化時に72系が普通列車用として転用され、横須賀色へ変更の上で1979年まで運転された。

#### 中央西線名古屋口
中央西線名古屋口へは1972年に京浜東北線・常磐線の72系が転入し、名古屋駅 - 釜戸駅間で運転を開始したが、1977年に103系の転入で置き換えられた。

#### 富山港線
富山港線へは1967年の昇圧時に72系が転入し、1985年に475系ほか急行形電車に置き換えられるまで運用された。

### 関西地区

#### 城東線・片町線

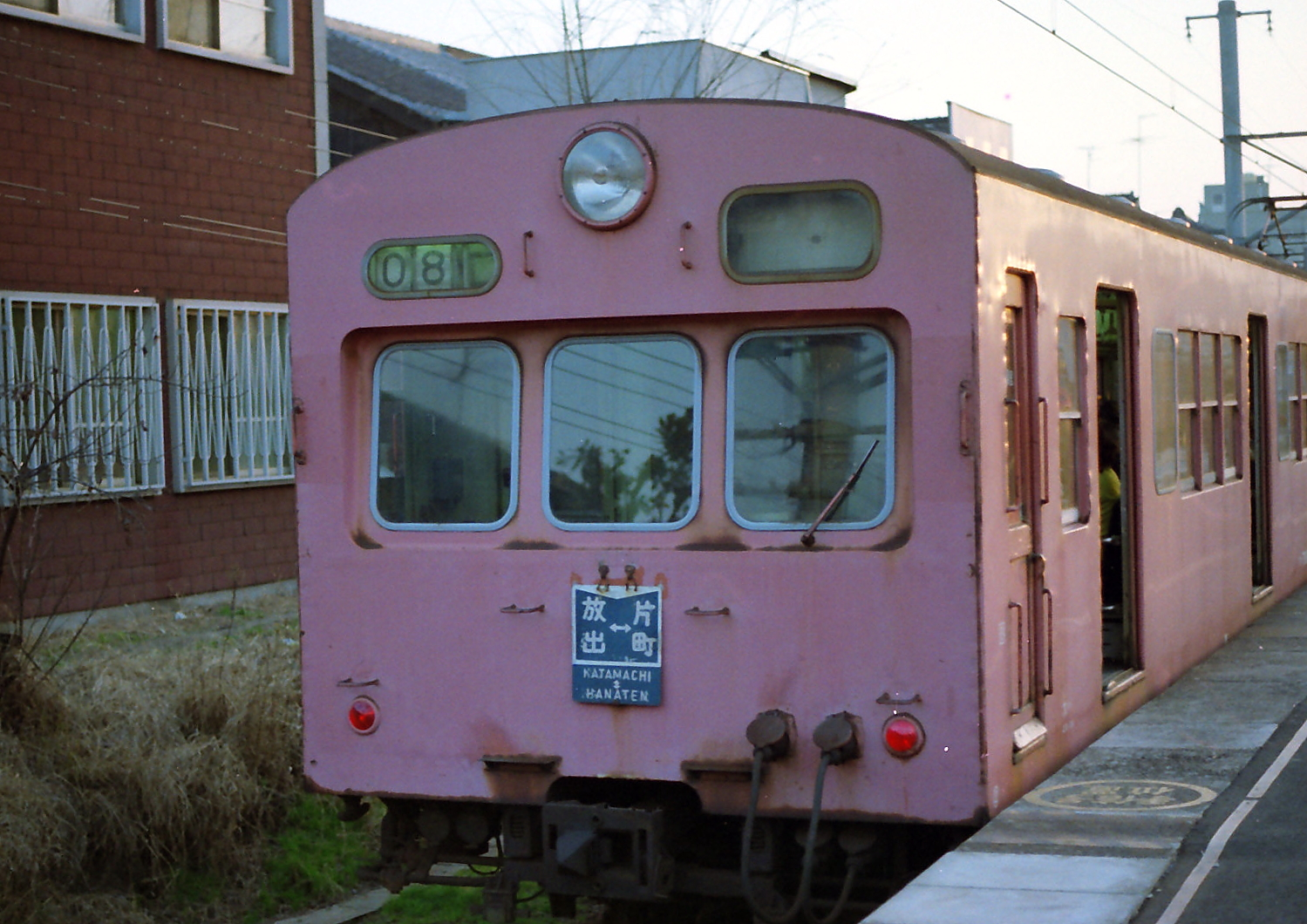
片町線の72系（片町駅、1977年）

城東線や片町線では淀川電車区の配置車が使用され、1959年以降は101系と同じオレンジバーミリオンに変更された。城東線は1961年に大阪環状線となり、1962年までに101系により新性能化された。片町線では1977年まで運用された。

#### 阪和線
阪和線では1960年代以降に72系が本格的に転入し旧阪和形車両を置き換え、オレンジバーミリオンに塗装変更されて1977年の新性能化まで運用された。

#### 京阪神緩行線
東海道・山陽本線の京阪神緩行線では51系など3扉車が主体であったが、1960年代以降は4扉の72系も使用されるようになった。103系の投入は1969年から開始され、1975年に72系の運用を終了した。

### 中国地区

#### 呉線・可部線
1970年の呉線電化に合わせて72系が転用投入された。後の呉線への70系転入により可部線へ転用され、同線の17m級国電が置き換えられた。1984年の105系の投入により可部線での運用を終了した。

### 特殊運用

#### 優等列車運用
1964年に「房総夏ダイヤ」の一環として下り中野・上り新宿 - 館山間で80系6両編成で運転された臨時準急「白浜」は、非電化区間直通のため稲毛 - 館山間でDD13形ディーゼル機関車重連+電源車クハ16形により牽引された。1964年8月12日 - 14日にかけて、編成中のモハ80形1両に不具合が生じたため、代走としてモハ72形1両を組み込んだ混成編成で運転された。
料金を徴収する優等列車に本系列が充当された、唯一の事例と推察されている。

#### 年末臨時荷物電車
1971年 - 1975年の年末年始には、荷物扱いが集中する汐留駅と隅田川駅を経由せず村上駅 - 大垣駅（東京経由）間を運転する臨時荷物列車として72系がクモユニ74形・クモニ83形に挟まれた編成で長距離運行を行ったことがある。編成は一例としてクモユニ74 - クモハ73 - モハ72- サハ78 - クモニ83が組まれ、中間の3両は車内保護棒取り付けなどの改造を行なった。

## 保存

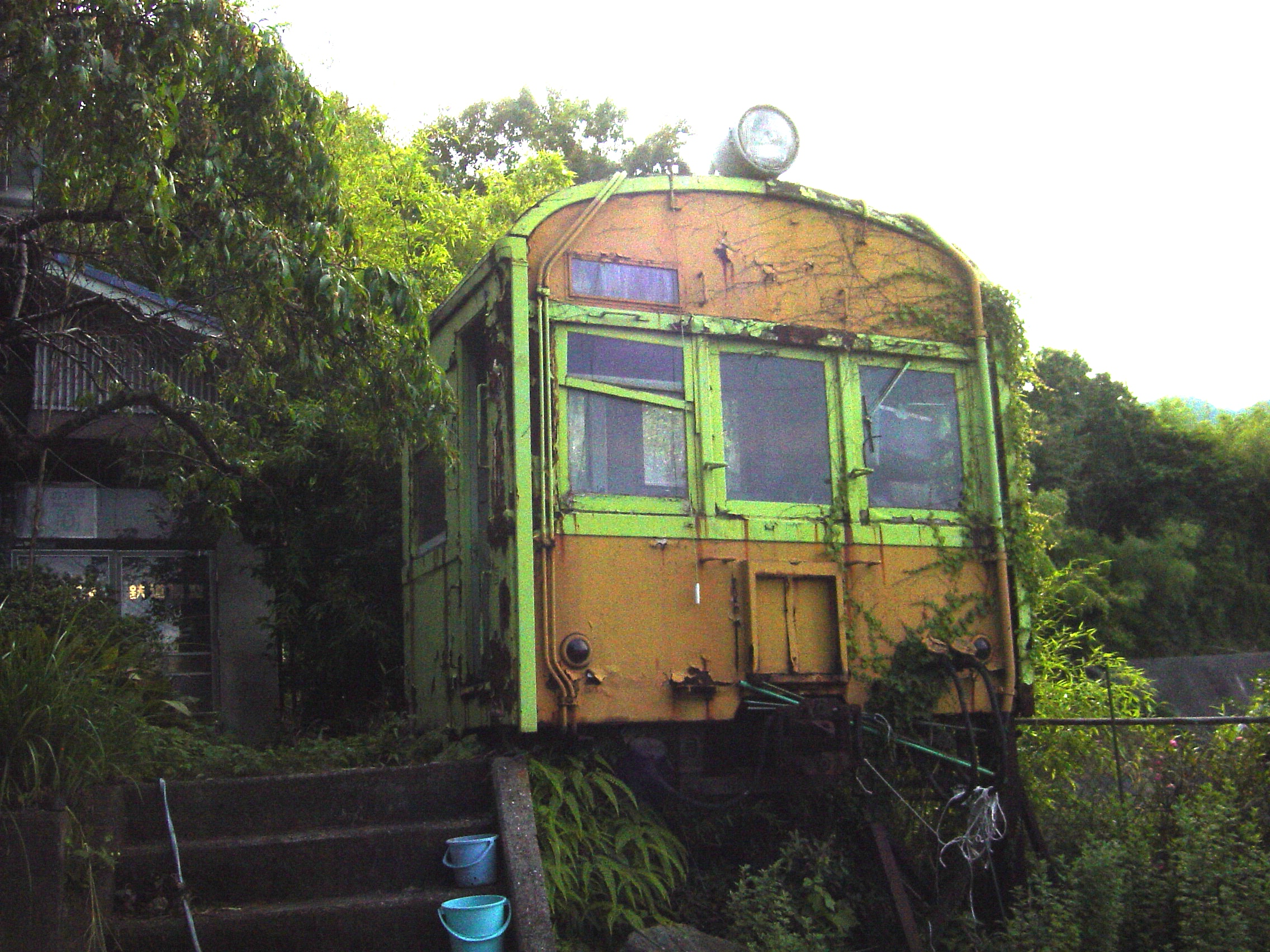
クモハ73383

クモハ73001が廃車後保管されていたが後に解体された。広島市佐伯区の西広島バイパス付近にクモハ73383の前頭部が個人の手で残されていた。この保存車は有志（クモハ73を直す会）に引き取られて2013年10月より修復が行われ、柵原ふれあい鉱山公園に移設され修復が進められていた後、香川県高松市牟礼町にあるNPO法人「88」が運営する施設に移設され、現在整備中である。
車体更新車ではクモニ83006が鉄道総研でキハ30 15とともに電車と気動車の両方を動力車とした協調運転の試験に使用された後、東芝府中事業所で保管されていた。その後、2020年（令和2年）4月14日には千葉県いすみ市のポッポの丘へ移設されている。